# Распятие (картина Ге, 1894)
«Распя́тие» — картина русского художника Николая Ге. Создана в 1883—1894 годах. Сохранилось большое число свидетельств сильного влияния в это время на художника взглядов и личности Льва Толстого, с которым Николай Ге был близко знаком. Существует обширная переписка между ними, предметом которой была работа художника над «Распятием». Писатель стал одним из первых, кто увидел уже законченную картину. Искусствоведы считают, что в полотне отразились также личные проблемы художника и общественная атмосфера, сложившаяся в Российской империи во время правления Александра III. Автор пытался при создании полотна максимально близко следовать историческим источникам и реалиям повседневной жизни эпохи Иисуса Христа, использовал работы современных ему историков, посвящённые теме возникновения христианства.
Картина была удалена с XXII выставки Товарищества передвижных художественных выставок в 1894 году по личному распоряжению императора Александра III ещё до её начала. Был наложен запрет на публичную демонстрацию полотна в музеях и выставочных залах, поэтому современники знакомились с картиной на частных квартирах близких друзей художника в Москве и Санкт-Петербурге. Часть общества горячо приняла полотно Николая Ге (с восторгом о нём писала Надежда Крупская, организовавшая посещение места экспонирования картины рабочими вечерней воскресной школы, в которой преподавала), часть (в том числе меценат Павел Третьяков и некоторые художники-передвижники) отнеслась к ней резко отрицательно.
После смерти Николая Ге картина вошла в коллекцию его сына Николая, некоторое время находилась на хранении в Третьяковской галерее, но была из неё удалена по решению Совета галереи. В 1900 году Николай Ге (младший) вывез полотно и другие принадлежавшие ему работы отца в Швейцарию. Он принял предложение аристократки Беатрис де Ватвиль передать коллекцию картин отца для экспонирования в одном из залов её замка, расположенного недалеко от Женевы. Николай Ге скончался в Женеве в ноябре 1938 года. Имущество, в том числе работы отца, он завещал Беатрисе де Ватвиль. После её смерти коллекция работ Ге была распродана. «Распятие» 1894 года, предположительно, оказалось в частном собрании в Швейцарии. В настоящее время его точное местонахождение неизвестно.

## Изображение на картине
В работе над полотном художник пытался опереться на свидетельства евангелистов, а также на новейшие научные исследования историков. При этом речь не шла о простом воспроизведении их содержания. Так, в письме Льву Толстому Николай Ге подверг критике утверждение немецкого историка Давида Штрауса, что изображение Христа в центре между двумя разбойниками является легендарным.
Евангелия Николай Ге знал практически наизусть, но носил с собой, чтобы воспользоваться их текстом в споре. Основой для картины стал фрагмент из Евангелия от Луки, в котором не только упоминаются два распятых по обе стороны от Христа разбойника, как это описано в Евангелии от Матфея (Мф. 27:33—38) и в Евангелии от Марка (Мк. 15:22—27), но и рассказано об их различном поведении во время казни (Лк. 23:33—43).
В Евангелии от Иоанна слова «разбойники» вообще нет: «там распяли Его и с Ним двух других, по ту и по другую сторону, а посреди Иисуса» (Ин. 19:18). В соответствии с описанием казни Христа, которое дал французский историк Эрнест Ренан, Николай Ге изобразил низкие Т-образные кресты, распятые на которых люди достают ногами до земли. Ноги Иисуса прибиты к поперечному брусу, подобные ему использовались для опоры тела. С правой стороны полотна виден поперечный брус третьего креста, который загораживает часть человеческой фигуры, выходящей за край холста. Картина датирована и подписана в нижнем правом углу по диагонали в две строки: «Н Ге 1894».
Художник и искусствовед Александр Бенуа писал, что «Распятие» Ге производит «необычайно сильное впечатление», отмечая его зелёный, покойницкий тон. Христос, по мнению исследователя, изображён «в виде хилого, слабого, жалкого раба», который тихо, но в страшных мучениях умирает на низком и уже погнувшемся кресте, а Разбойник, «только что уверовавший в Его слова, только что утешившийся ими, неистово вопиет, чувствуя конец своего Бога».
Русский писатель Иван Бунин в рассказе «На даче» также поместил описание происходящего на картине Николая Ге «Распятие»: «Это было жестокое изображение крестной смерти, написанное резко, с болью сердца, почти с озлоблением. Всё, что вынесло человеческое тело, пригвождённое по рукам и ногам к грубому тяжёлому кресту, было передано в лике почившего Христа, исхудалого, измученного допросами, пытками и страданием медленной кончины. И тяжело было глядеть на стриженную, уродливую голову привязанного к другому кресту и порывающегося вперёд разбойника, на его лицо с безумными глазами и раскрытым ртом, испустившим дикий крик ужаса и изумления».
В каталоге выставки «Николай Николаевич Ге. 1831—1894: К 180-летию со дня рождения» в Третьяковской галерее 2011 года указаны былой размер окончательного варианта «Распятия» 1894 года — 196 х 245 см и техника исполнения полотна — масляная живопись по холсту.

## Создание картины

### Начало работы над полотном. 1880-е годы
Биограф художника Владимир Порудоминский писал, что связи творчества Николая Ге с современностью не были прямолинейны. В эпоху торжества реалистического искусства с его интересом к современности для Ге оказались актуальными исторические сюжеты: «Участвуя вместе с передовыми своими современниками в „срывании всех и всяческих масок“, он обратился к легенде о страданиях и смерти Иисуса Христа». Сюжеты всех его религиозных произведений со второй половины 1880-х годов восходят к теме морального и физического страдания, к ней добавились темы самоотверженности и мужества, связывавшиеся Николаем Ге с Иисусом Христом ещё с 1860-х годов. Сам художник говорил, что сначала он принял Христа сердцем и только потом понял его умом. В 1876 году художник покинул столицу и поселился в Черниговской губернии на хуторе Ивановское Борзнянского уезда, где и проходила впоследствии большая часть работы над картиной «Распятие». Основываясь на скудных записях мемуаристов, письмах и эскизах художника, Владимир Порудоминский провёл реконструкцию формирования, изменения и уточнения замысла полотна.

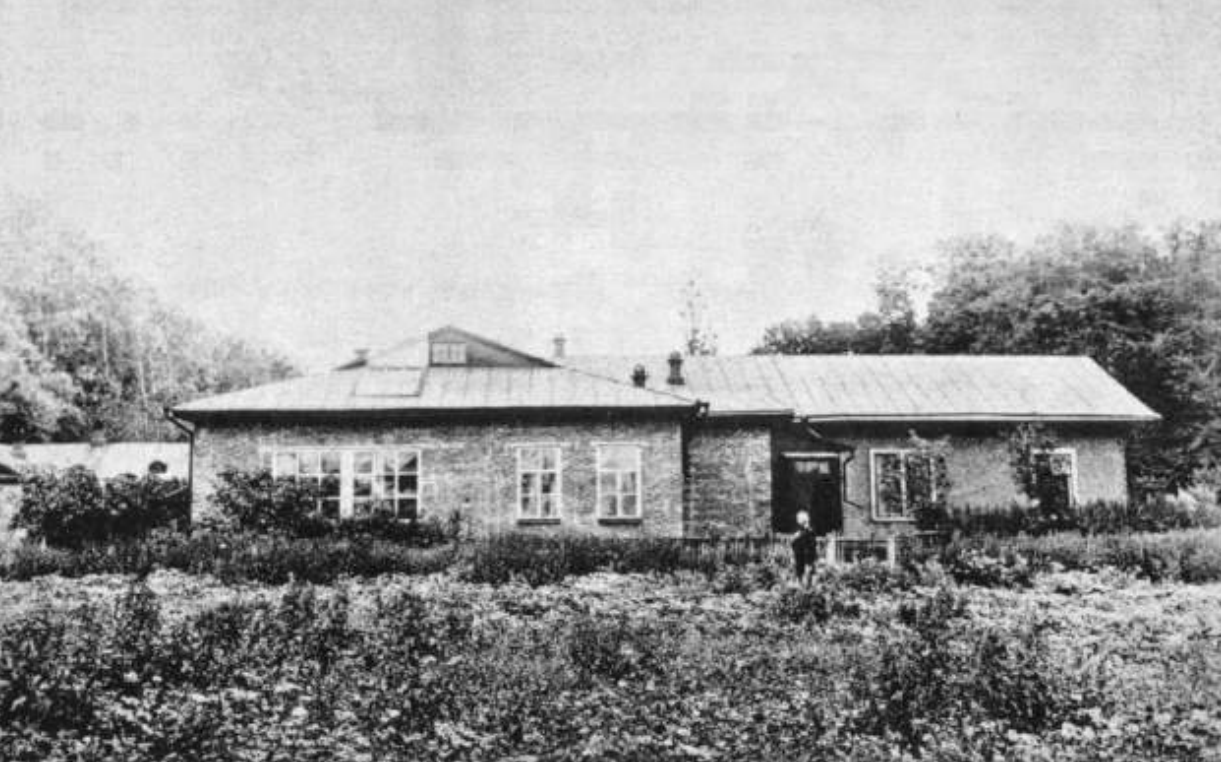
Неизвестный фотограф. Дом Николая Ге. Хутор Ивановское, 1890-е годы

Порудоминский связывал появление замысла «Распятия» со знакомством Николая Ге со Львом Толстым в Москве в марте 1882 года. При этом он ссылался на слова супруги художника Анны Петровны: «Это Толстой его подбил писать [Распятие]». Влияние знакомства со Львом Толстым и его учением на последующее творчество и личность художника искусствоведы объясняют целым рядом факторов. Современники Ге среди них выделяли один — оба деятеля русской культуры испытывали тягу к крестьянскому труду. Доктор искусствоведения, академик Российской академии художеств Алла Верещагина дополняла его общим чувством сострадания к человеку, личной ответственности, готовностью к активной помощи нуждающемуся, отрицанием обрядовой стороны православия, новым пониманием миссии Христа и его природы, гонениями со стороны власти и церкви, враждебностью к обоим официальной церкви.
Илья Репин в большой статье, посвящённой Николаю Ге и написанной уже после его смерти, напоминал читателям, что художник ещё до толстовства увлекался диаметрально противоположными философскими системами и занимался их пропагандой в кругу друзей. Так было в 1863 году, когда Ге, работая над «Тайной вечерей», попал под обаяние взглядов Фридриха Ницше, а затем в 1871 году, когда он увлёкся книгой «Идеи аристократизма» Давида Фридриха Штрауса и постоянно цитировал фрагменты из неё.
Первый намёк на полотно «Распятие» художественный критик Владимир Стасов увидел в письме, относящемся к 17 июня 1882 года и отправленном Николаем Ге живописцу Михаилу Каменскому: «Я работаю новую картину [по убеждению Стасова, под ней может иметься в виду „Распятие“ или „Выход с Тайной вечери“]. Петруша с нами. Добрый человек, помогает мне работать, мы всю перспективу с ним сделали…». Владимир Стасов считал, что замысел «Распятия» был упомянут у Николая Ге ещё в одном письме к Каменскому в ноябре 1883 года: «Я могу опять думать о том, что мне дороже всего после исполнения долга относительно моих близких. Затею [этим словом, по мнению Стасова, художник называет „Распятие“] имею, обдумываю, даже холст имею, но ещё не приступаю, так как ещё не готов». По словам Владимира Порудоминского, Николай Ге начал писать «Распятие» в 1883 году, но серьёзная работа над ним относится уже ко времени после создания портрета Льва Толстого (1884, Третьяковская галерея, Инв. 2637). 1883 годом датировал начало работы художника над полотном и автор книги о Николае Ге, кандидат искусствоведения Виктор Тарасов.
В 1913 году в журнале «Аполлон» вышла большая статья художественного критика Всеволода Дмитриева о Николае Ге. Он датировал начало работы над «Распятием» 1884 годом и писал, что художник несколько раз отказывался от непосредственного начала работы, считая себя не готовым к тому. Эту же дату принимал и Эмилий Арбитман в книге «Жизнь и творчество Н. Н. Ге», первое издание которой вышло в 1972 году. Супруга Петра, сына художника, Екатерина Забелло-Ге также утверждала в воспоминаниях, что Николай Ге начал писать полотно «Распятие» в 1884 году. При этом она добавляла: «Я никак не думала, что он эту картину напишет: столько он её переписывал и так с нею мучился. Всё был недоволен выражением своей мысли». Принимаясь за «Распятие», Ге говорил, что заставит зрителей «рыдать, а не умиляться». Но, по словам Владимира Порудоминского, художник пошёл дальше: «Ему мало „заставить рыдать“, он высказаться хочет. Он ищет не композицию — ему нужно живое и полное выражение идеи».

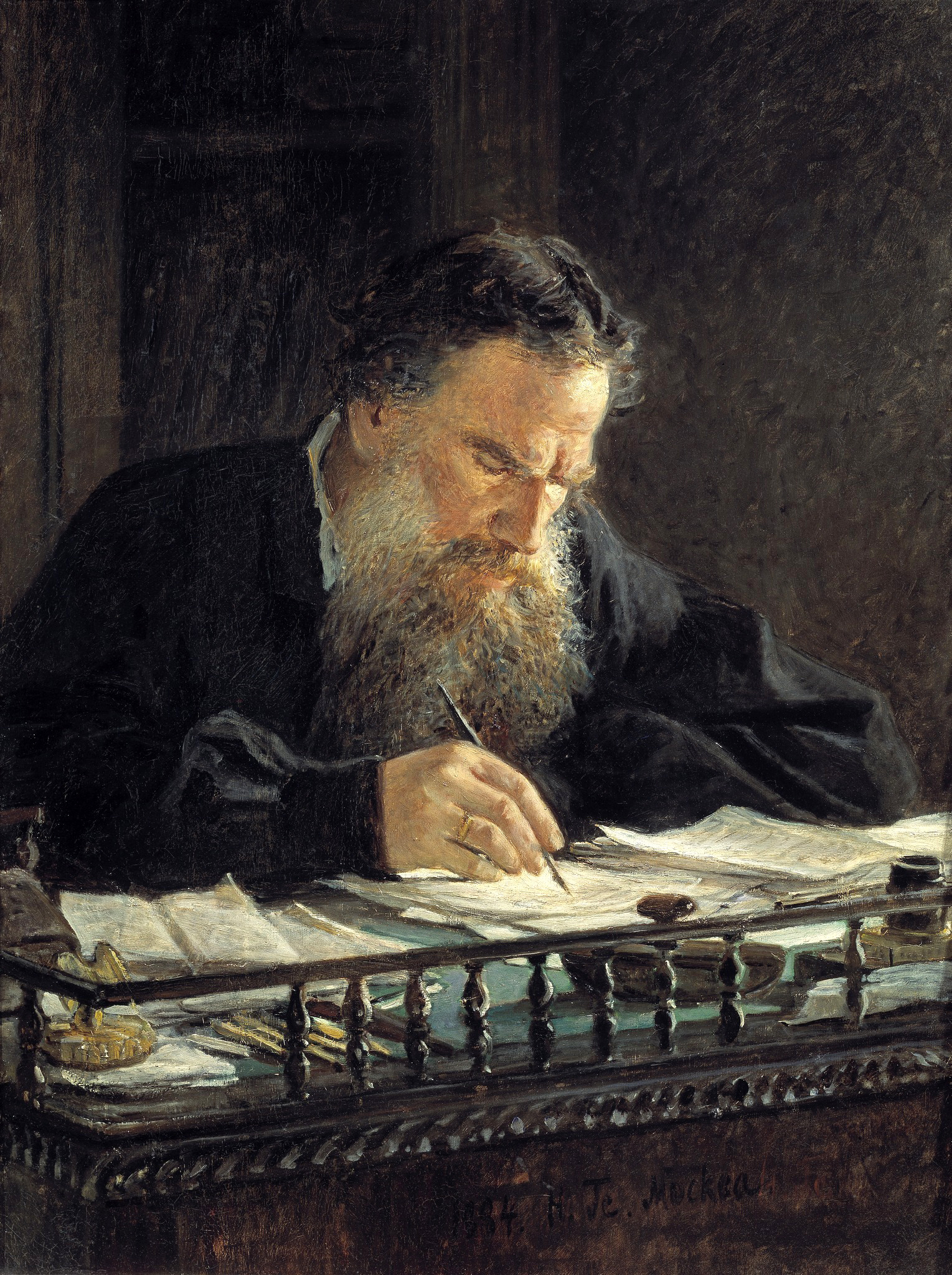
Николай Ге. Портрет Льва Толстого, 1884. Третьяковская галерея

Художник-любитель Михаил Теплов приехал на хутор Ивановское летом 1884 года. На мольберте в мастерской художника стояло начатое «Распятие». Вся картина была уже «подмалёвана», по выражению Теплова. Внизу были нарисованы фигуры сотника и воинов, раздирающих хитон Христа. Ге рассказал гостю свой замысел полотна: «Проносится с вихрем тяжёлая свинцовая туча, и мертвенная тень ложится на всём. Это — фон, а на этом фоне три… трупа. Написать её [картину] надо так, чтобы зритель вынес впечатление ужаса. Ведь Христос на кресте кричал». В письме к невестке, написанном 20 февраля 1884 года, супруга Ге писала: «Он затеял превосходную картину и пишет её день и ночь буквально». Сам Ге сообщал Льву Толстому, что «сочинил» страшную картину — «казнь Христа на кресте». В марте Николай Ге отправился в Киев, чтобы найти натурщиков и запастись необходимыми для работы над полотном материалами. Художник был уверен, что Лев Толстой безоговорочно одобрит картину. Николай Ге установил для себя срок окончания работы, собираясь показать её на выставке Товарищества передвижных художественных выставок 1885 года. Анна Петровна, однако, не доверяла уверенности супруга и добавляла: «Всё ещё меняет каждый день, не знаю, когда установится». Ожидания Анны Петровны оправдались. 6 сентября 1884 года её муж писал сыну Петру: «Работаю по целым дням,— работа идёт хотя и медленно, но я уже знаю но опыту, что нужно терпение. Ещё вчера ночью переделал важную часть картины и хорошо переделал… Спасибо добрым людям, Коле [сын художника] и Григорию Семёновичу, они мне помогают, стоят добросовестно на натуре. Без них бы мне плохо было». Супруга художника беспокоилась, «надолго ли хватит увлечения» у мужа. Действительно, Николай Ге на длительное время забросил работу над полотном. Он и впоследствии неоднократно отвлекался от воплощения своего замысла. Также были эпизоды, когда художник трудился одновременно над двумя полотнами.
В октябре 1884 года Ге ещё считал, что закончит картину к установленному им самим сроку, но через месяц понял, что срок выдержать не сумеет: «Жаль мне, что я не успею окончить картину… Нужно сделать настоящее. Я и не ленился, да много нужно было сделать такого, что только даёт время».

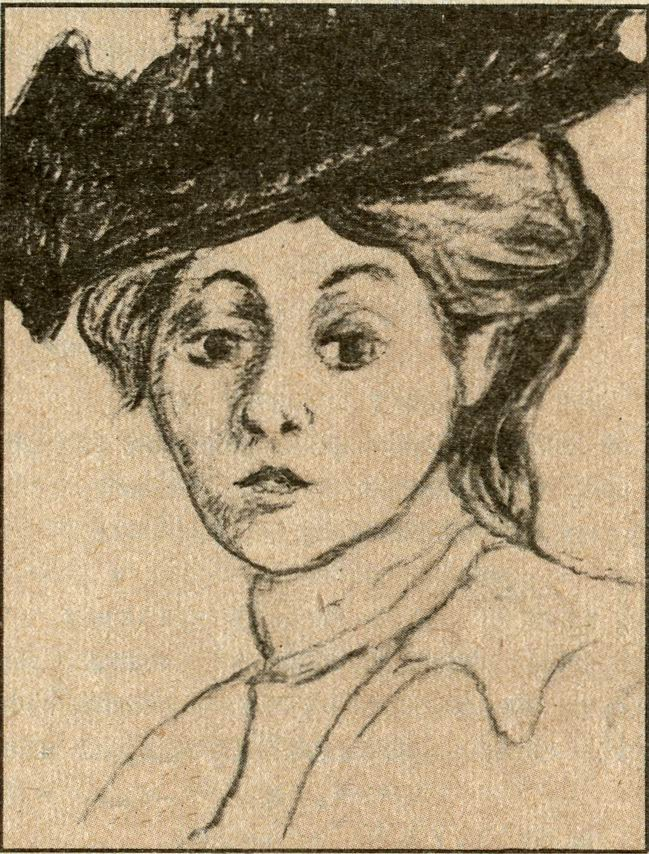
Максимилиан Волошин. Екатерина Юнге в 1873 году

Илья Репин в статье «Николай Николаевич Ге и наши претензии к искусству» (1894) рассказывал об акварелистке Екатерине Юнге, которая приехала к Николаю Ге на хутор и случайно зашла в мастерскую художника, куда никого не пускали. Увидев ещё незаконченный холст «Распятие», она испытала страшный ужас. На тот момент Христос был изображён в момент крика: «Боже Мой, Боже Мой! для чего Ты Меня оставил?». Женщина утверждала, что более страшного лица невозможно себе вообразить. Репин рассказывал, что этот вариант картины Ге хотел представить на выставку передвижников, но Лев Толстой, к которому художник обратился за окончательным решением, посмотрев картину, нашёл её безобразной и посоветовал переделать. Екатерина Юнге оставила воспоминания о Николае Ге, в которых отразила и знакомство с данным вариантом картины «Распятие». Эти воспоминания не были доступны Репину и были опубликованы только в 1978 году. «По письму и рисунку, мне кажется, это была лучшая из его картин», — писала Юнге. Она, однако, отмечала необычное изображение Христа: «голова… была запрокинута назад в сильном ракурсе, глаза выходили из орбит с выражением предсмертного ужаса, открытый, кричащий рот занимал почти всё лицо. Духовного ничего не осталось на этом лице — это был момент смерти, мучительной смерти — и больше ничего». В следующий раз, когда Юнге приехала к художнику, выяснилось, что картина уничтожена, так как не понравилась Льву Толстому. В ответ на сожаление, высказанное собеседницей, Ге сообщил ей, что напишет эту картину лучше.
Советский искусствовед Наталья Зограф считала, что в описании Юнге речь идёт о варианте, относящемся к 1890-м годам, но современный искусствовед Нина Маркова утверждает, что речь идёт о версии 1880-х годов. Толстой дважды посещал хутор Ивановское в 1884 и 1891 годах. В 1891 году Ге устроил в работе над «Распятием» перерыв. Из этого, по мнению Зограф, следует 1884 год. Юнге также упоминала большое число персонажей на полотне, а это характерно именно для «Распятия» 1880-х годов.

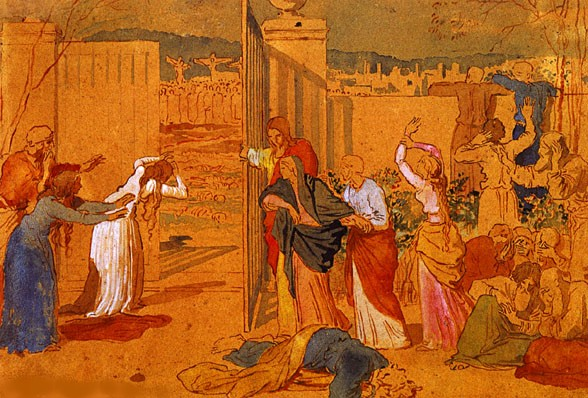
Александр Иванов. Знавшие Иисуса и женщины, следовавшие за ним, смотрели издали на распятие, конец 1840-х — 1858

И этот, и другие первые варианты «Распятия» были чрезвычайно зрелищны. Художник пытался вызвать у зрителя потрясение самим фактом жестокой казни. В упомянутой картине крест находился на высокой скале. В муках на нём умирал Христос. Его голова была запрокинута в предсмертной судороге, а глаза вылезали из орбит. Рот был открыт на половину лица в крике «как чёрный провал». Разбойников на картине не было, но концы перекладин их крестов были видны по краям холста. Под скалой был изображён народ, расходящийся после казни. Мария Магдалина цеплялась за выступ скалы и приподнималась на руках, не в состоянии оторвать взгляд от казни. У подножия креста несколько римских воинов делили одежду приговорённых к смерти. Екатерина Юнге писала, что роль фона выполняла стена Иерусалима. На этом фоне вьюгой поднимался зловеще освещённый жёлтый песок. Тело Христа было написано в серых полутонах, выделялось на светлом фоне и как будто готово было выйти из рамы. Екатерина Забелло-Ге добавляла к описанию этого варианта: «Я помню, на одной из этих ранних картин у креста было очень много людей, и между прочим тот, который получил хитон Христа. Н. Н. называл его выигравшим 200.000. Увидя этого человека, говорил он, никто более не захочет выиграть 200.000…». От завершения этого варианта Ге отвлекла работа над картиной «Христос с эллинами».
В следующей версии художник перенёс кресты на задний план. Зритель видел казнь через разорванную завесу храма. Стасов соотносил этот замысел с акварелью Александра Иванова «Знавшие Иисуса и женщины, следовавшие за ним, смотрели издали на распятие». Данный вариант также был отвергнут автором. Об этой версии писала и Екатерина Забелло-Ге: «В 1888 году, сам Н. Н. и все мужчины ставили в студии железную печь, так как Н. Н. снова вернулся к „Распятию“, и ему нужно было, чтобы в студии было очень тепло, так как надо было писать обнажённаго человека. Картина, написанная тогда, была оригинальна: распятие виднелось из-за разорванной занавеси иудейского храма. Лицо Христа изображало страшное мучение». Впоследствии композиция меняется множество раз: различные ракурсы, положения тел, формы крестов. Действие происходило иногда днём, иногда ночью. Распятые висели высоко, «почти в небе».
Владимир Стасов отмечал, что даже в 1889 году, когда Николай Ге начал писать картину «Что есть истина?», он сделал запись в своих «Записках»: «Хотел я писать „Распятие“, но оставил, так как не мог понять смысла распятия». По утверждению Стасова, художник переписал «Распятие» девятнадцать раз.

### Работа над полотном в начале 1890-х годов

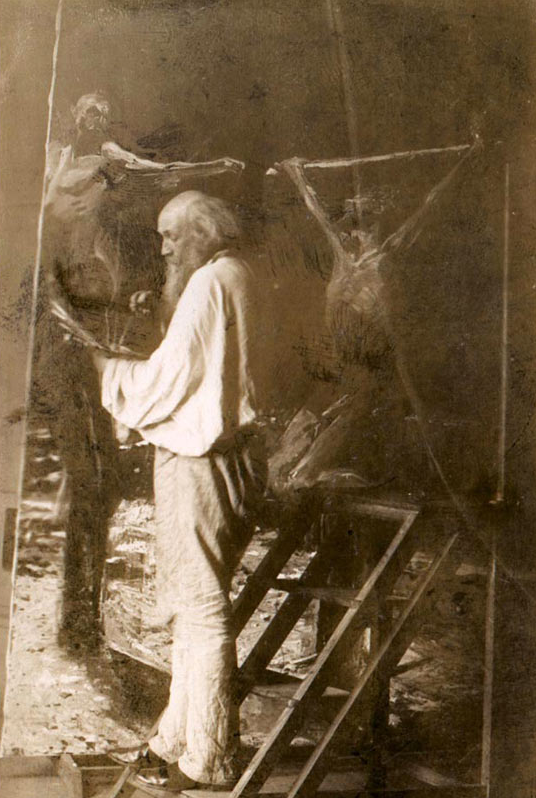
Неизвестный фотограф. Николай Ге работает над «Распятием», 1892

Владимир Порудоминский отмечал, что с каждым шагом художника к окончательной трактовке сцены рядом с Христом «вырастал и укреплялся в картине новый герой, бесконечно далёкий от идеала, неожиданный, — Разбойник». Сначала образы разбойников трактовались Николаем Ге традиционно. «Я пишу Распятие так. Три креста, один разбойник в бесчувствии, это тот, который ругался, затем Христос в последние минуты жизни, умирающий, и третья фигура разбойника, который пожалел Христа. Он сделал большое усилие, чтобы видеть Христа, и, видя его страдания, забыл своё и плачет, смотря на умирающего…», — писал художник. В следующих вариантах картины дурной разбойник всё меньше интересовал Ге, а в конце концов художник понял, что может без него обойтись и вообще срезал его с полотна вместе с полоской холста, «чтобы не мешал, не отвлекал зрителя от главного». Идея противопоставления разбойников друг другу уступила место новой идее — идее «прозрения».

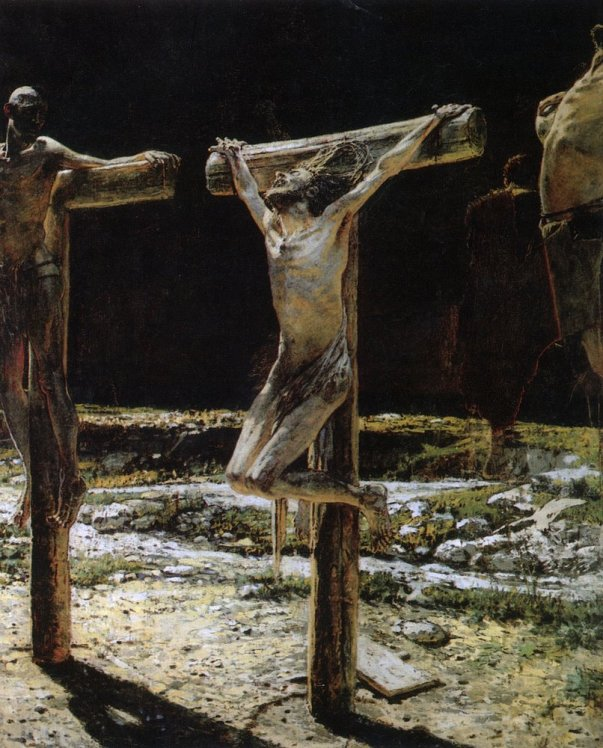
Николай Ге. Распятие. Вариант 1892 года, оставшийся незаконченным и изображённый на фотографии

К самому началу 1890-х годов (тогда в мастерской ещё находилась картина «Совесть. Иуда», законченная Николаем Ге в 1891 году) относится ещё один вариант «Распятия», о котором впоследствии вспоминал Лев Ковальский. Он приехал на хутор Ивановское около 6 часов утра, когда все ещё спали. Ковальский, чтобы никого не будить, влез в дом через окошко, и его глазам предстала картина. Христос на ней умирал, а разбойник кричал, видя убиенного без вины. Полотно произвело на гостя «страшное впечатление». Ковальский писал, что и этот вариант был заброшен автором из-за его «католического» характера. К тому же времени относится другое воспоминание Ковальского. Несколько ночей Ге трудился над головой Разбойника. Приехали гости («дородная» драматическая артистка, студент, «какой-то недоросль» и несколько девушек подросткового возраста). Ковальский зашёл к художнику в мастерскую, где Ге, стоя на подмостках, писал голову Разбойника. Узнав о приходе гостей, Ге взял тряпку и замазал голову. Когда гости шумно вошли в студию, художник с готовностью показал им свои произведения, но извинился, что не сможет, вопреки их желанию, показать «Распятие», «которое было завершено», — добавлял Ковальский от себя, противореча своим предшествующим словам.

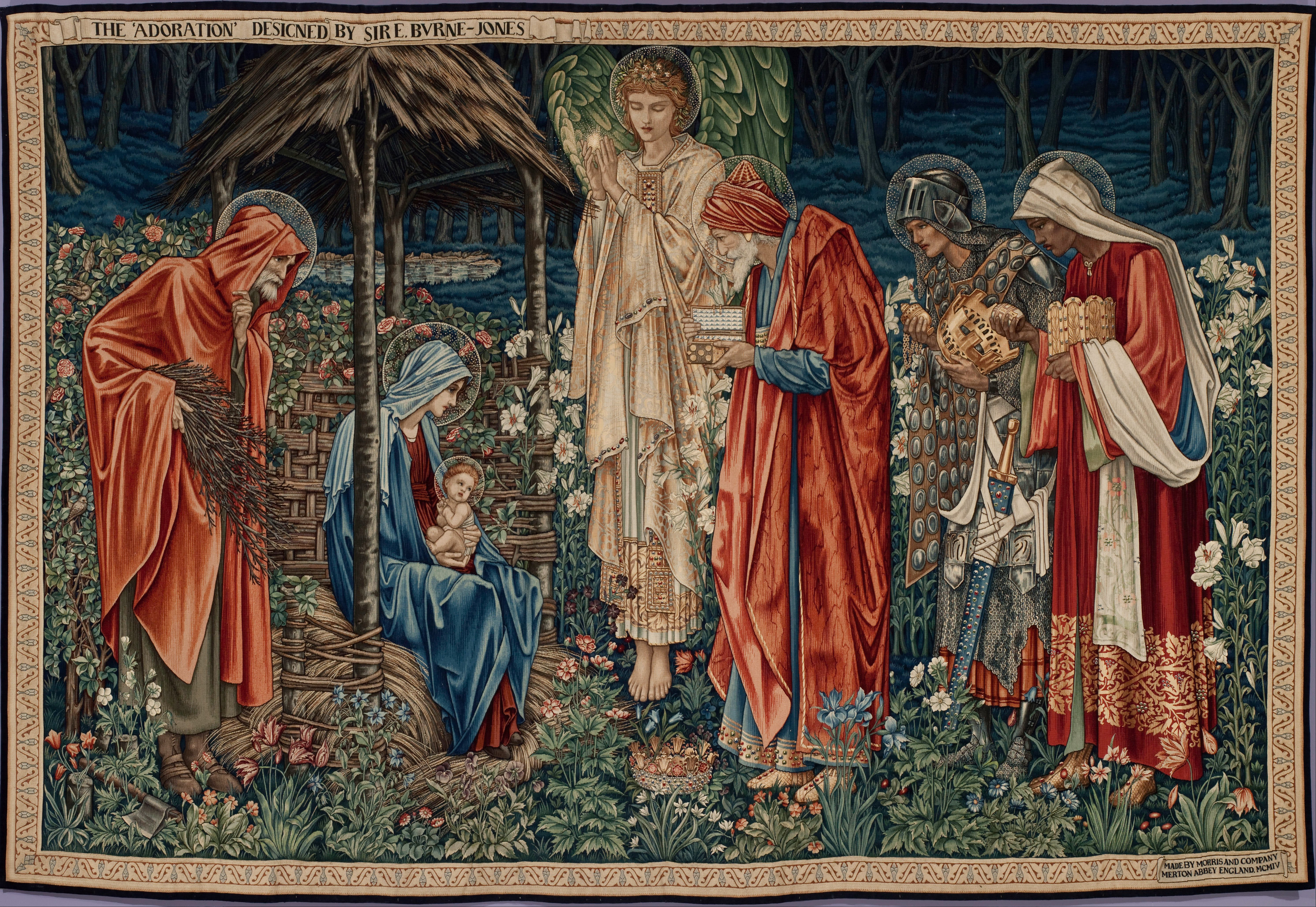
Эдвард Бёрн-Джонсон. Поклонение волхвов, 1890

Владимир Порудоминский утверждал, что известное полотно Николая Ге «Голгофа» (1893, Третьяковская галерея) — «тоже вариант „Распятия“ или, скорее, поиски его». При этом он ссылается на мемуары современницы художника. Старшая дочь Толстого Татьяна вспоминала, что Ге долго бился над изображением крестов и вдруг решил написать картину вообще без них. По мнению Порудоминского, это и была «Голгофа».
На нескольких эскизах дух умершего Христа целует разбойника, а тело Иисуса висит на кресте. На одном из них была изображена ночь, из-за этого кресты были едва видны, мёртвый «светлый и в терновом венце» Христос-«Видение», по словам Екатерины Забелло-Ге, стоял около разбойника и обнимал его (у Ковальского Христос обнимает его за голову и целует). В такой трактовке идея вступала в противоречие с реальной формой. Эти эскизы были нужны, по словам Порудоминского, лишь для уяснения смысла будущей картины самим художником. Писать по ним картину Ге не стал, заявив, что этот вариант «легендарен» и оттого «не хорош». Лев Ковальский, однако, утверждал, что такую картину видел. По его словам, это была «картина по красоте композиции и по замыслу удивительная», «высоко поэтическое произведение, где вылилась бы вся душа этого поэта световых эффектов». На картине было два креста, от третьего была видна только часть. Лев Ковальский писал, что подобная картина могла выйти исключительно из-под кисти старых мастеров, а среди современных только из-под кисти прерафаэлита Эдварда Бёрн-Джонса. Мемуарист сожалел о гибели этого полотна. Причинами её он назвал «реализм и идеи» Николая Ге. Поэтичность полотна противоречила стремлению художника к проповеди.
В какой-то момент Ге показалось, что он практически закончил картину. В этом её варианте на тёмном небе возвышались высокие Т-образные кресты, Христос был изображён с согнутыми в агонии коленями и «застывшей маской искажённого последним криком лица», а рядом — выпрямившийся «на весу Разбойник скорбно смотрит на умершего».

### Работа над окончательным вариантом полотна

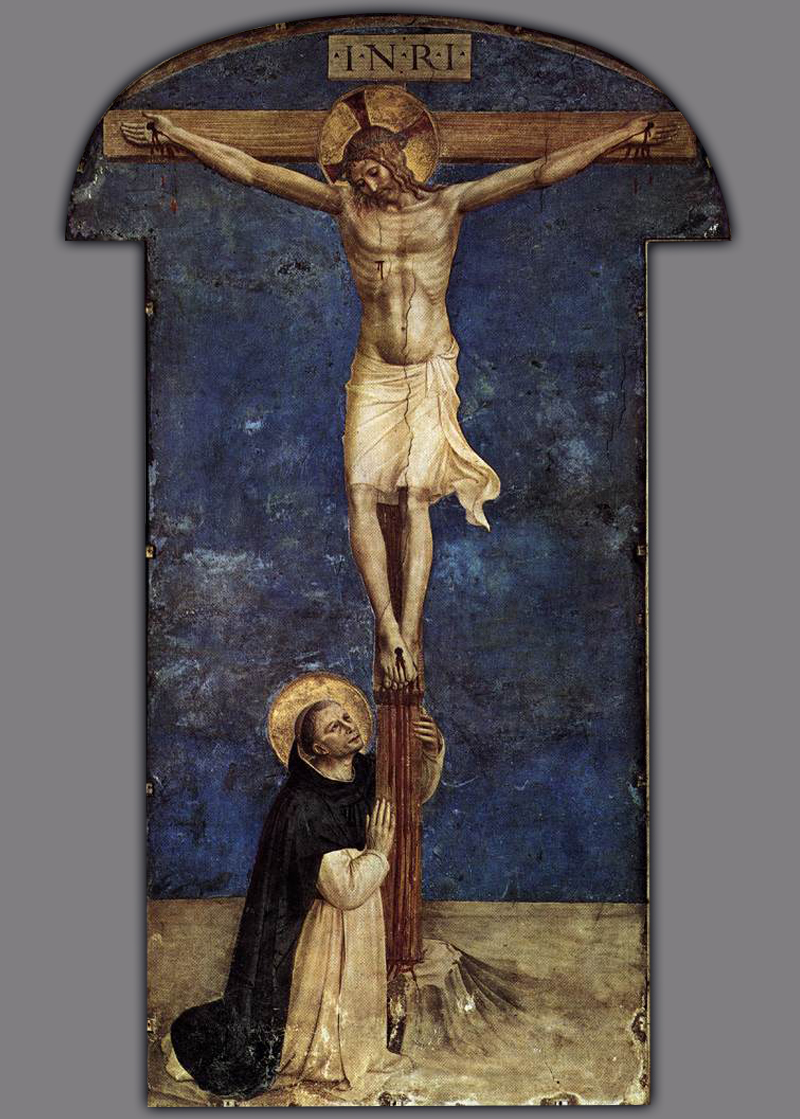
Беато Анжелико. Распятие со святым Домиником, 1441—1442. Комплекс Сан-Марко во Флоренции

Производивший сильное впечатление вариант, однако, оставил у автора чувство неудовлетворённости (в январе 1893 года художник его окончательно забраковал и принял решение не отправлять на передвижную выставку), которое усугубило письмо Льва Толстого, утверждавшего: «У меня есть картинка шведского художника, где Христос и разбойники распяты так, что ноги стоят на земле». Эта версия «Распятия» потрясла Николая Ге, такая композиция у него уже появлялась в набросках, но была отвергнута. Когда Ге принялся переписывать неудовлетворивший его вариант, то Забелло-Ге, по её словам, «умоляла» его взять для очередной версии новый холст. Мемуаристка писала: «картина эта, к сожалению, не оконченная, так и осталась [этот вариант полотна находится в коллекции Музея Орсе]». Похожий эпизод рассказывал ученик Ге Лев Ковальский. Однажды он собирался написать этюд со своего товарища и попросил у Николая Ге кусок холста. Когда тот дал ему «какой-то замазанный холст», то на нём оказался фрагмент из отвергнутого художником «Распятия» — изображение женской головы «с чудной экспрессией». Ковальский начал вырезать этот фрагмент, но Николай Ге со смехом сказал ему: «Бросьте собирать эти щепки».

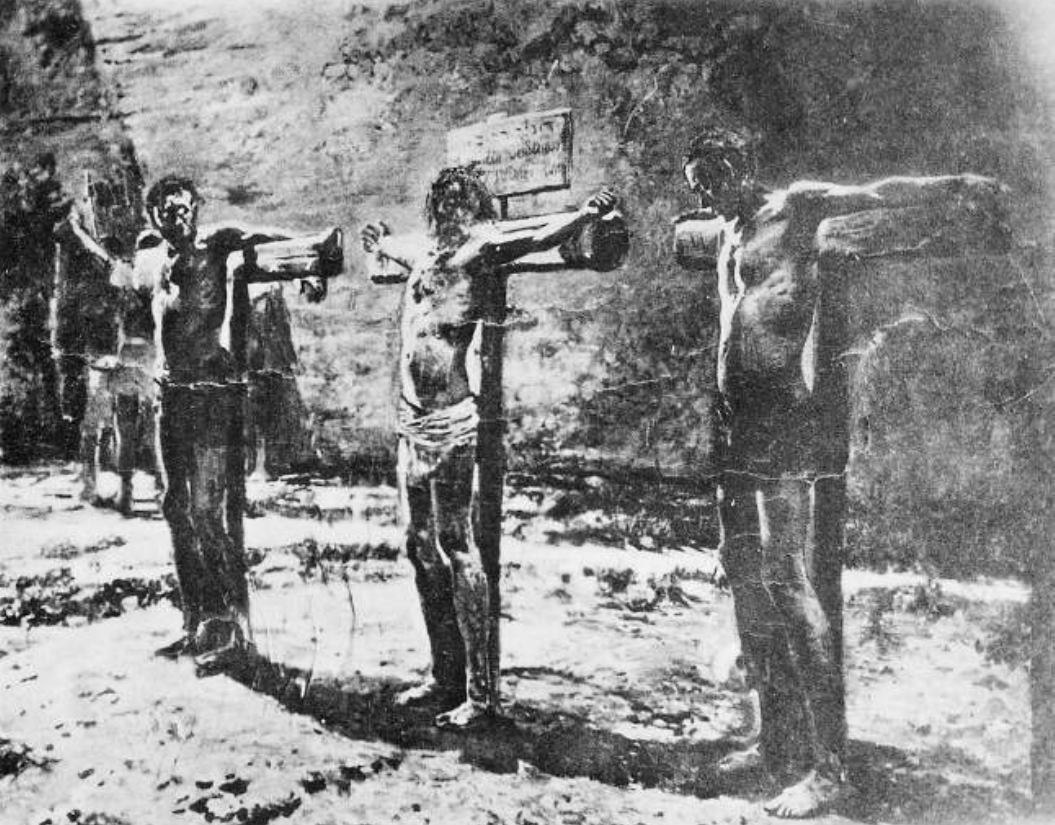
Лев Ковальский. Н. Н. Ге «Распятие», 1892. Уничтожено автором. Фотография

Состояние художника в это время ярко описывал Степан Яремич: «Очень ясно его вижу, как он в блузе, сшитой Марьей Львовной, с засученными по локоть рукавами, стоит у мольберта. Уверенная рука напряжённо вытянута во всю длину. Послушная кисть стремительно бегает по холсту, то еле касаясь его, то усиливая удары. Крупные капли пота покрывают его великолепный сократовский череп, а он, совершенно отрешившись от окружающего, весь целиком находится во власти нахлынувших на него образов. Порой он доходил до галлюцинаций».
В своём дневнике Степан Яремич утверждал, что Николай Ге начал новое «Распятие», не дожидаясь «картинки», 14 октября 1892 года в Ивановском (этот хутор Яремич называл Плиски). Сам Яремич был поражён ещё только начатым полотноми и признавался, что сравнил бы его с творениями доминиканского монаха и святого католической церкви Беато Анжелико. Когда Яремич признался в этом художнику, то Николай Ге заявил, что «ничего не хочет, как быть похожим на Беато Анжелико». Ге называл итальянского живописца выразителем «непосредственного чувства и верования».

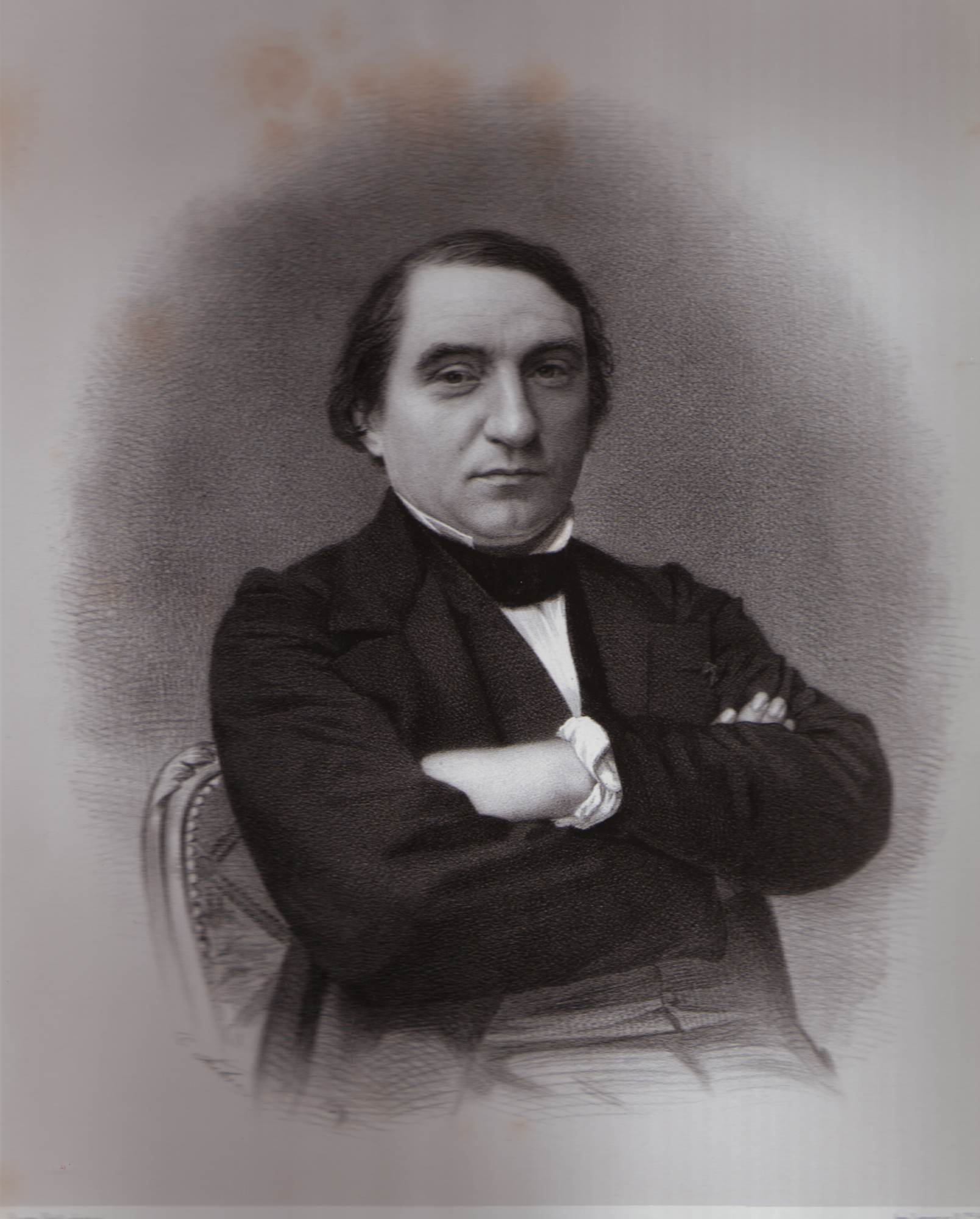
Эрнест Ренан в 1860 году

Ожидая пересылки «картинки шведа», Ге стал вести поиски в словарях и в исторических пособиях, пытаясь найти самые туманные обоснования такого изображения. Вскоре был готов новый вариант: Христос и разбойники не висят, они стоят, привязанные к низким крестам. Сам Николай Ге так описывал первоначальную версию нового варианта: «все три фигуры стоят на земле; пригвождены ноги к столбу креста, и руки к перекладине только двух, а третий привязан верёвками, так как перекладина креста короче. Первый к зрителю разбойник, сказав Христу: „Помяни мя, Господи“, опустил голову и плачет. Христос, чуткий до любви, обернул свою замученную голову к нему, полную любви и радости, а третий вытянулся, чтобы видеть своего товарища, и остаётся в полном недоумении, видя его слёзы. Фигуры стоят в перспективе, у стены, и освещены солнцем. Картина светлая. Вдали, слуги, после розыгрыша, окружили выигранную одежду Христа и составили группу на последнем плане». «Картинку» Ге получил от Толстого в ноябре 1892 года. Она его совершенно не удовлетворила, так как была, по утверждению художника, типично «католической». 
Часто Ге писал о своей работе над картиной Татьяне Сухотиной-Толстой. В письме к ней он сообщает, что нашёл текстологическое обоснование низким крестам в «Словаре древностей» Рича (у Сухотиной-Толстой — Риччи) и в книгах Эрнеста Ренана. Ренан так описывал казнь Христа в книге «Жизнь Иисуса»: «Тогда с него сняли одежды и пригвоздили его к кресту. Крест состоял из двух перекладин, соединённых в форме буквы Т. Крест был не очень высок, так что ноги осуждённого почти касались земли. Прежде всего крест устанавливали, затем прибивали к нему осуждённого, вколачивая гвозди в руки. Ноги иногда тоже пригвождали, иногда же только привязывали верёвками. К кресту у середины его прибивали деревянный брусок, который проходил между ногами осужденного, служа для них опорой. Без этой опоры от тяжести тела перерывались бы руки, и тело оборвалось. Иногда же на высоте ног прибивалась для опоры горизонтальная дощечка».
К маю 1893 года и этот вариант полотна уже вызывал у автора разочарование. Он писал, что всё ещё лишь «примеривался к своей работе». Владимир Стасов относил резкое увеличение интенсивности работы художника над полотном к лету 1893 года. В июле 1893 года Ге в письме к Сухотиной-Толстой описывает уже другой вариант полотна: «Христос и два разбойника, один отрицание, другой признание… Налево, перед Христом, немного пьяный один разбойник, со смехом на лице, повис на кресте… Стена, фон картины, в тени, и в этой тени за добрым разбойником лежит целая толпа тех, которые вместе с разбойником просят того же». Ещё один задуманный, но так и не осуществлённый вариант упоминал Степан Яремич в дневниковой записи от 14 ноября 1892 года. За день до этого Николай Ге «прибежал… в страшном экстазе» и сообщил, что «затеял» новую картину. В студии стоял небольшой эскиз (в статье «Толстой и Ге» (1930) Яремич писал уже о картине), на котором изображён в центре уже умерший Христос, слева стояли два римских легионера боком к зрителю. Один из них был с палкой в руке, так как только что перебил ноги одному из распятых. Другой распятый, понимая, что его ждёт, был изображён в страшном смятении и в поисках нравственной опоры смотрел на Христа. 29 декабря Яремич снова записал: «Николай Николаевич начал опять новую картину и, кажется, последнюю. Если бы он не мог оторваться от прежних, он уничтожил бы их».
17 ноября Николай Ге написал Льву Толстому, что уже три дня работает над новой версией полотна. 10 декабря 1893 года Степан Яремич записал в дневнике, что художник изменил в «Распятии» освещение. Яремич был удивлён этим, так как, по его мнению, она уже была «бесподобно написана и производила сильное впечатление». Ге пояснил изменение тем, что обывателям кажется, будто с крупным событием должно быть связано и некое сильное изменение в природе, но «допустить это — значит допустить провидение и чудо», которые сам он отрицал. По убеждению Ге, «природа бесстрастна: для неё не существует ни радостей, ни страданий, и в этом её огромное величие».
За последние шесть недель 1893 года, по утверждению Владимира Стасова, Ге написал новый вариант «Распятия» (в одном из писем он признавался, что как-то безостановочно писал его 10 дней). Завершение работы над полотном он ознаменовал словами: «Довёл до точки, далее которой уже идти нельзя». В этой версии Разбойник («уродливая с набухшим животом и узкими вывернутыми плечами» фигура, пятками врозь стоящая у креста с бритой головой и вытаращенными глазами, с «широко разинутым ртом, испускающим звериный рёв») стал центром картины, он словно оттеснил на второй план стоящего в центре Христа.
Цитируя неопубликованные воспоминания Николая Ульянова, Эмилий Арбитман так описывал цветовую гамму окончательного варианта картины: «Относительно её цветовой гаммы можно было сказать: бледное, почти голубое тело Иисуса, коричневое тело разбойника, белая доска с надписью Пилата. Фон — оранжевое пространство горы с надвигающейся на неё бурей. Но что говорят такие описания?» Арбитман считал, что первоначально на этом полотне присутствовали оба распятых разбойника, но Николай Ге неожиданно обрезал правую часть холста с изображением одного из них со словами: «Пусть будет меньше развлечения у зрителя. Не надо. Это лишнее. И без третьего креста здесь всё есть».
Закончил художник полотно, по утверждению Порудоминского, только к январю 1894 года (вместе с тем, Степан Яремич в дневнике даже 1 февраля 1894 года писал: «Николай Николаевич заканчивает кое-что в „Распятии“, а я читаю вслух „Простую душу“ Флобера»). После завершения полотна Ге заехал в Ясную Поляну к Толстому, который давно хотел увидеть картину. Писатель утверждал, что она ему однажды даже снилась. Толстой отправился вместе с Ге в Москву.
В Москве картина была распакована и стояла в частной мастерской. Это была мастерская предпринимателя и мецената, а также художника-любителя Саввы Мамонтова. Ге не вошёл в комнату, где находилась картина, вместе с писателем и остался за дверями. Толстой долго не выходил, но когда вышел, то в его глазах стояли слёзы. Он повторял: «Так оно и было. Так оно всё и было…», — а затем добавил: «Этого дрожащего разбойника я давно знаю и жду». Эта сцена также известна благодаря воспоминаниям публициста Павла Бирюкова, но о словах Толстого он рассказывает по другому: «Через несколько минут Л. Н-ч пошёл к нему, увидал его, смиренно ждущего суда, он протянул к нему руки, и они бросились друг другу в объятия. Послышались тихие сдержанные рыдания. Оба они плакали, как дети, и мне слышались сквозь слёзы произнесённые Л. Н-чем слова: „Как это вы могли так сделать“».
В феврале из Москвы Ге повёз картину в Санкт-Петербург на выставку. В связи с этим Толстой писал детям: «В 4 часа проводил Н. Н. Ге на железную дорогу. Они едут вместе весело, Касаткин, Пастернак, Левитан».

## Работа в процессе создания картины с натурщиками

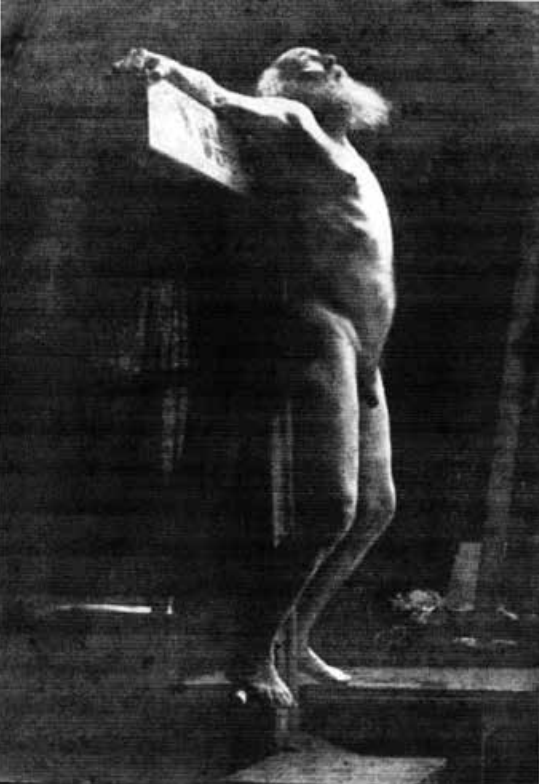
Лев Ковальский. Фотография Николая Ге в образе Христа, 1892

Художник Александр Куренной описал в воспоминаниях интерьер мастерской во время работы художника над «Распятием». Стоял большой крест грубой работы, который напоминал букву «Т» с подножкой. К нему художник привязывал натурщика. Порудоминский упоминал на кресте петли для рук. Помещение окутывал полумрак. Широкое венецианское окно выходило на запад, для создания источника верхнего света на натурщика Николай Ге сконструировал систему зеркал мелкого калибра 8 х 8 вершков, которые были вставлены в переплёт рамы окна: свет от зеркал «был какой-то особый, серовато-пепельный, приятный и таинственный». Зеркальных рам на шарнирах, которые можно было поворачивать на нужный угол, было несколько: вверху, с боков и внизу. Все зеркала были со стороны студии завешаны чёрными занавесками. Николай Ге писал «Распятие», открывая занавески то больше, то меньше, крайне редко он писал при прямом свете окна.
Владимир Стасов и, опираясь на его описание, Алла Верещагина описывали процесс создания картины. Хотя Ге пользовался натурщиками (авторы знали двух: родственника и деревенского парня, но не называли их имена), лица их были существенно изменены при создании картины. Николай Ге также посещал анатомический театр, чтобы передать первые мгновения уже наступившей смерти, благодаря этому профессиональные врачи, увидев «Распятие», были потрясены его достоверностью. Художник говорил, что если бы он случайно оказался в анатомическом театре, то потерял бы сознание, но так как речь шла о работе над полотном, то он находился там подолгу и был абсолютно спокоен. Использовал художник также свой опыт присутствия у постели умирающей жены.
В качестве натурщиков в 1880-е годы выступили фельдшер Григорий Рубан-Щуровский и младший сын художника Николай. Племянник художника писал, что был свидетелем, как Николай Ге, не находивший «нужной позы и выражения лица Христа», позвал Григория Рубана. Художник раздел его догола и, привязав ему руки к пустым мольбертам, поставил в позе распятого. Сам же Ге более получаса медленно прохаживался по мастерской. Когда Рубан сказал, что ему больно и сводит плечи, то художник спокойно ответил: «Ничего, ничего, ещё немножко. Сейчас начнём». Только когда Рубан не выдержал и застонал: «Нет больше сил, не могу, Николай Николаевич», Николай Ге «внимательно вгляделся в него и удовлетворённо воскликнул: „Вот таким-то ты мне и нужен!“». Племянник художника заканчивал свой рассказ словами: «И через несколько часов работы фигура распятого Христа была готова».
Художник Александр Куренной утверждал, что когда Ге писал этюды, то всегда передавал натурщика «в колорите и освещении самой картины». Подвешивая натурщика к кресту, Ге, как раньше это когда-то делал Карл Брюллов в работе над «Распятием», фиксировал только «структуру напряжённых мышц, пластику форм человеческого тела». Вся остальная работа шла по памяти. Советский искусствовед Наталья Зограф писала, что аналогично «инстинктивно» Николай Ге пытался зафиксировать в своей памяти лицо супруги в первый момент после смерти, рассчитывая использовать это впечатление для создания образа Христа в «Распятии».
У художника в процессе создания «Распятия» сложилась целая система работы с натурщиками. Среди них были профессионалы, а также добровольцы — ученики и знакомые. Позировавшие на кресте натурщики испытывали подлинные страдания. Николай Ге дожидался момента, когда они превратятся в невыносимые, и уже после этого брал в руки кисть. Художник и «сам „всходил“ на крест», как предполагала доктор искусствоведения Татьяна Карпова в статье «Николай Ге в XX веке» (2016), чтобы показать позу натурщику и примерить на себя «роль» Христа, то есть испытать на самом себе муки Христа. Сохранились фотографии 1892 года. Одна из них запечатлела обнажённого дряхлого Ге на кресте, она была сделана в его мастерской на хуторе Ивановское (у Татьяны Карповой «Ивановский»). Целая серия фотографий запечатлела обнажённого Степана Яремича в образах Иисуса Христа и Разбойника. Фотография Ге на кресте была сделана его учеником по Киевской рисовальной школе Львом Ковальским в 1892 году.

## Судьба картины

### В Российской империи (1894—1900)

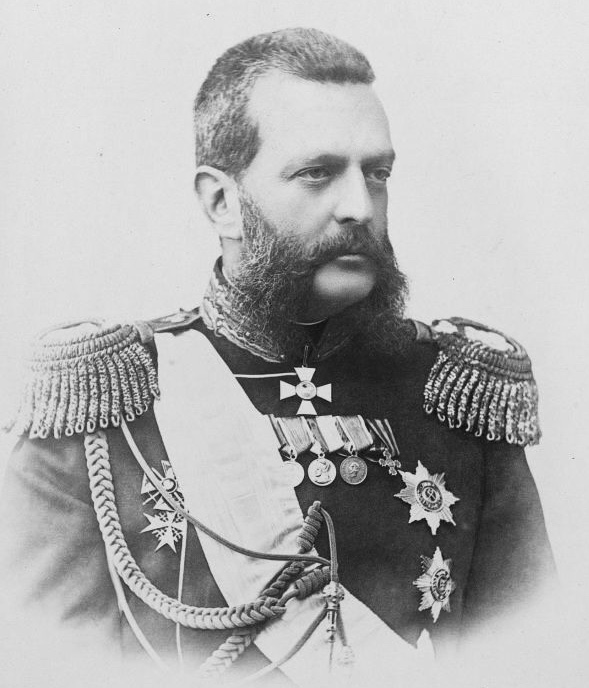
Великий князь Владимир Александрович в 1894 году

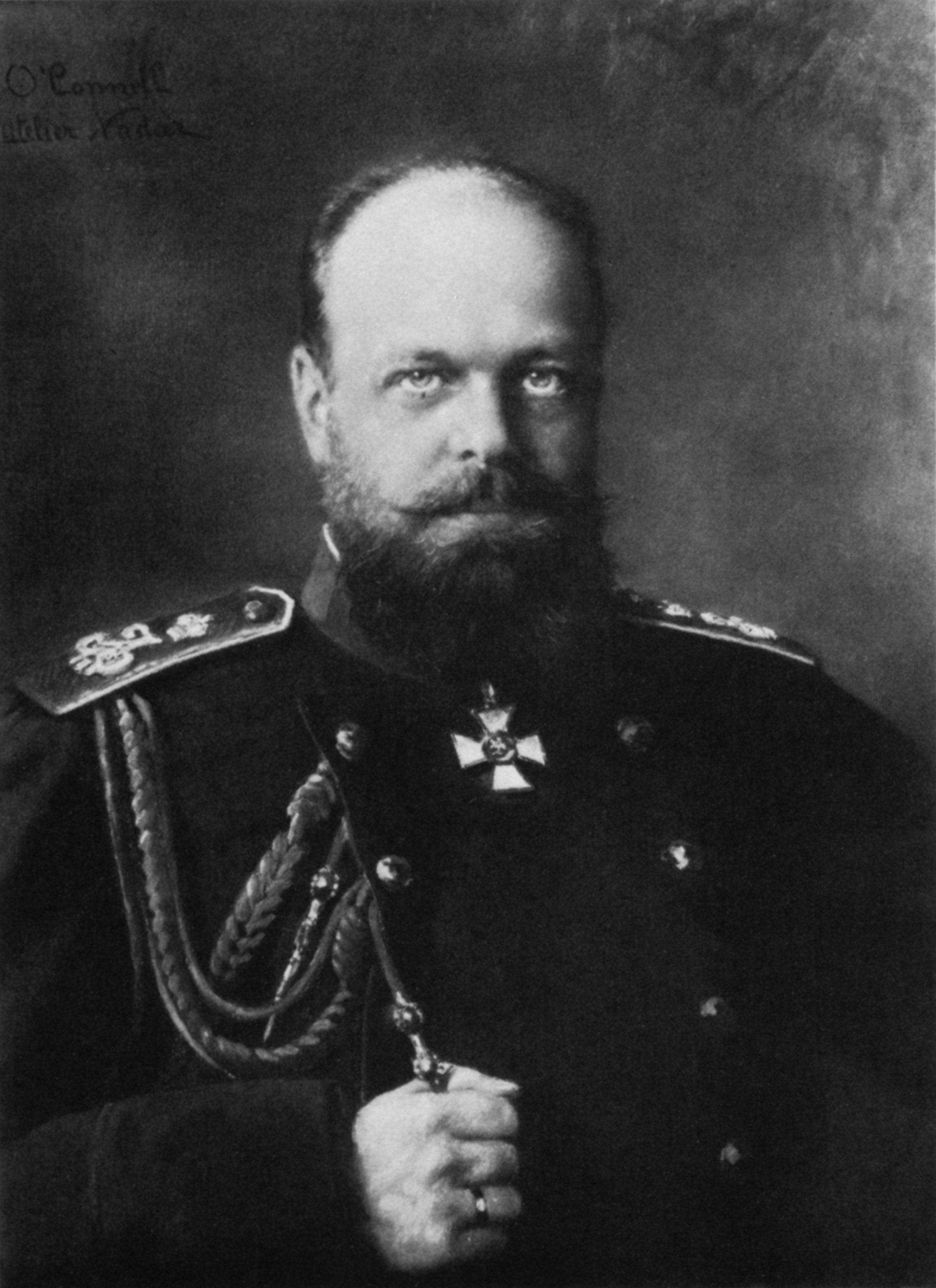
Надар (Гаспар-Феликс Турнашон). Александр III, около 1890 года

XXII Выставка передвижников 1894 года открывалась в воскресенье первой недели поста. В субботу император Александр III после завтрака с семьёй приехал на выставку, чтобы накануне открытия осмотреть её и приобрести понравившиеся ему картины. Владимир Порудоминский писал, что уже невозможно установить, кто первый из присутствовавших сказал про «Распятие» Николая Ге слова «Это бойня!» — сам император или Президент Императорской академии художеств великий князь Владимир Александрович. В обществе они получили известность как «царские слова». Картина была запрещена ещё до открытия выставки. Директор НИИ теории и истории изобразительных искусств, член-корреспондент Российской академии художеств Наталия Толстая так воспроизводила слова Александра III по поводу «Распятия»: «…мы ещё кое-как это поймём, но народ… он никогда этого не оценит, это никогда не будет ему понятно». Художник Николай Мурашко со слов самого Николая Ге описывал сцену с запретом картины императором: «…Государю не понравилось, а он трижды возвращался к картине — зацепило, значит, со смехом говорил Ге». Художественный критик журнала «Аполлон» Всеволод Дмитриев и Владимир Стасов приписывали Николаю Ге после запрета на участие «Распятия» в выставке слова: «Меня столько раз били, что я мог бы к этому привыкнуть. А всё-таки больно, когда секут…».
Старший преподаватель департамента истории Высшей школы экономики Никита Балагуров в статье «Император на выставке: Казус эпохи модерна» (2015) писал, что Товарищество передвижников поручило Ге пригласить Владимира Александровича на выставку 1894 года. Воспользовавшись этим, художник заверил великого князя, что «не «будиру[ет] и не вражду[ет] лично против него». Градоначальник, однако, дал указание удалить полотно с выставки, поместив в отдельную комнату, но это указание пришло за несколько минут до появления Владимира Александровича, поэтому было решено оставить картину в экспозиции. Встревоженный Николай Ге поинтересовался мнением великого князя по поводу распоряжения градоначальника. В ответ тот привёл «неоднократно используемый Победоносцевым аргумент о специфике восприятия живописи народом»: «Я тоже запретил бы эту картину: для нас собственно безразлично отношение к этому предмету, но нужно считаться с толпой, ей это покажется карикатурно, а этого делать нельзя». Владимир Александрович распорядился, однако, оставить картину до приезда императора. Именно слова Александром III, сказанные на следующий день, «Да это ведь бойня!», по утверждению Балагурова, окончательно решили судьбу произведения. 
Картину демонстрировали после снятия с выставки на частных квартирах. Педагог Александр Страннолюбский предоставил художнику свою квартиру в Санкт-Петербурге на шесть недель. Пропускали в квартиру, которую сам Ге называл «Моя выставка на Гороховой», по запискам автора картины. Он называл их «именными билетами». В первые семь дней полотно увидели 73 человека, на второй неделе — 91, на третьей — 165, на четвёртой — 228, на пятой — 610, на шестой — 235. По подсчётам Порудоминского, всего увидели картину на квартире Страннолюбского 1402 зрителя. Сам биограф художника предполагал, что были и «безбилетники». Супруга хозяина квартиры насчитала только восемнадцать человек, которые резко осудили «Распятие» за «антирелигиозное направление». Страннолюбская отметила особенности их социальной принадлежности. Четверо были служащие по судебной части (2 прокурора и 2 присяжных поверенных), а остальные были светскими дамами с молоденькими дочерьми. Девушки не хотели уходить, но вынуждены были подчиниться матерям.
Многие подходили к Ге со словами благодарности. Особенно горячо принимала полотно молодёжь. В ответ художник говорил: «Для вас, для вас я это делал». Ге не делал различия между желающими посмотреть полотно. На квартире Страннолюбского картину посмотрели рабочие из революционных кружков, студенты, врачи, педагоги, военнослужащие, государственные чиновники, приходили обслуживавшие дом дворники, швейцар, прислуга Страннолюбских. Латышка-лютеранка, работавшая у Страннолюбских служанкой, увидев картину, долго её рассматривала, плакала, а затем, разрыдавшись, бросилась на колени перед Николаем Ге и стала целовать ему руки.
Переехав из Санкт-Петербурга в Москву, художник также сразу начал подыскивать помещение для демонстрации «Распятия». Им стала мастерская живописца Николая Касаткина. Первыми посетителями были молодые художники, так как мастерская находилась в здании Московского училища живописи, ваяния и зодчества. Кто-то из молодых художников задал вопрос: «А „Воскресение“ будет?». В ответ Ге крикнул из передней: «Это же и есть „Воскресение“. „Распятие“ или „Воскресение“. Только вы ждёте, что воскреснет Христос, но он умер. Воскрес в последнюю свою минуту Разбойник. Стал Человеком!».
Всеволод Дмитриев утверждал, что художник мечтал повезти «Распятие» в Европу и даже говорил: «Русские получат эту картину через Европу». Действительно, в одном из писем Толстому Николай Ге писал: «Картина моя летом поедет в Лондон, и я этому радуюсь». На вопрос, не продаст ли автор «Распятие» в Европе, Ге отвечал, что готов не продать, а отдать даром какому-нибудь музею, например, в Берлине. Также художник планировал издать альбом своих картин на евангельские сюжеты, в состав которого должно было войти «Распятие». Некоторое время два последние варианта полотна 1892 и 1894 года простояли у уже покойного художника дома, а затем были переданы в дар Третьяковской галерее. Совет галереи принял этот дар, но спустя короткое время исключил их из коллекции, пользуясь в качестве предлога запретом на публичное экспонирование «Распятия».
Доктор искусствоведения Татьяна Юденкова, однако, по иному освещала судьбу «Распятия». Наследники Ге (сыновья и невестка Екатерина), чтобы ничего не случилось с полотнами художника, решили переправить их в Ясную Поляну. Толстой в письме наследникам обещал: «будучи в Москве, буду стараться устроить через него ли [имеется в виду Третьяков], Солдатенкова, или кого ещё — музей Ге». 
Летом 1894 года «Повинен смерти» и «Распятие» прибыли в Ясную Поляну и были размещены в мастерской Татьяны Сухотиной-Толстой «до решения их дальнейшей участи». Дочь писателя пригласила местных крестьян и своих друзей посмотреть прибывшие картины и сама давала комментарии. Впоследствии она признавала, что её неприятно поразило: крестьяне практически ничего не знали о земной жизни Христа.
Летом 1894 года при участии Толстого наследники и Павел Третьяков достигли устного предварительного соглашения (о нём известно из воспоминаний Татьяны Сухотиной-Толстой): Третьяков устраивает при своей галерее музей Ге, в который будут переданы произведения художника. Меценат пообещал дать окончательный ответ через год. Спустя этот срок он приехал к Толстому, согласился взять картины (два варианта картины «Распятия» 1892, 1894 года и «Голгофа» были размещены в галерее в закрытом для посетителей отдельном помещении, но даже здесь они были задёрнуты занавеской, которая крайне редко отбрасывалась исключительно для «избранных») и обязался, когда появятся для этого условия, разместить их вместе с другими полотнами, отдельное же помещение для них обещал предоставить через пять лет. Екатерина Ге впоследствии оговорила условие, по которому семья художника могла изъять картины из галереи для экспонирования за рубежом. Третьяков, в свою очередь, допустил такую возможность, только если картины к тому времени не будут находиться в постоянной экспозиции галереи. Он также советовал не тревожить полотна Ге, так как они написаны плохими красками на плохих холстах и перевозка подействует на них разрушительно.
Дважды вставал вопрос об экспонировании хотя бы части картин Ге (в 1898 году ещё при жизни галериста и в 1899 году, после его смерти, когда к фактическому руководителю попечительского совета Третьяковской галереи Илье Остроухову обратились за этим Николай Ге (младший) и Илья Репин). В демонстрации «Распятий» 1892 и 1894 года в обоих случаях было отказано.
Всеволод Дмитриев в своей статье 1913 года дважды утверждал, что Николай Ге начал работу над копированием картины 1894 года, но не закончил его (одно упоминание находится в тексте самой статьи, а второе — в каталоге известных работ художника, составленном самим Дмитриевым). Это повторение, по его словам, на момент создания статьи находилось в собрании одного из двух сыновей художника — деятеля местного самоуправления Санкт-Петербурга и художественного критика Петра Ге. Автор статьи привёл репродукцию с упомянутой копии. Этот вариант картины упоминает и Екатерина Забелло-Ге: «19-го мая Н. Н. уехал к себе на хутор, и тут начал писать повторение „Распятия“. На расстоянии, при вечернем освещении, кажется… что это конченная вещь, а он написал это в один день. Это было в последний раз в жизни, что он писал…».

### В Швейцарии (1900—1953 (?))

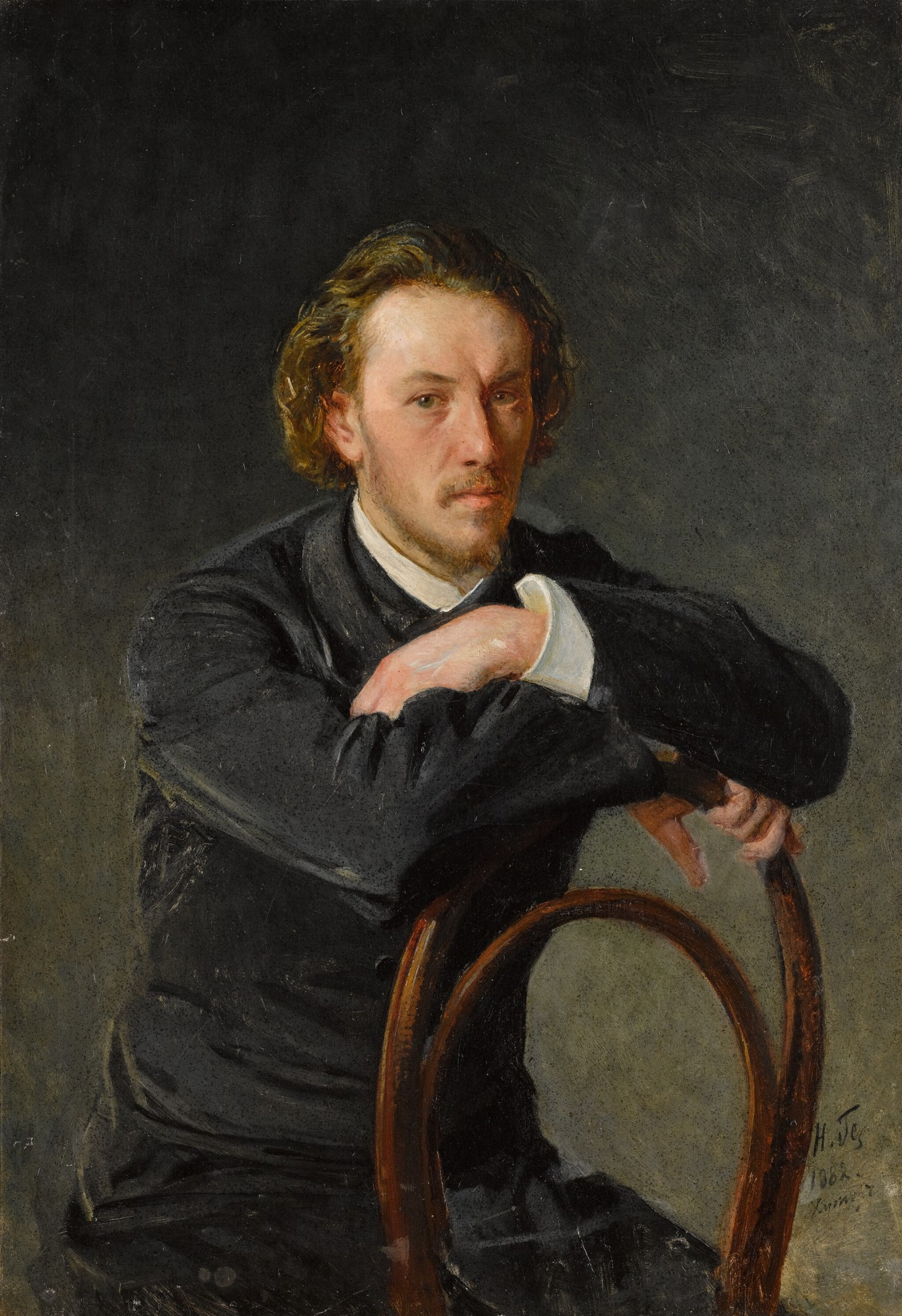
Николай Ге. Портрет сына Николая, 1882

Искусствовед Евграф Кончин писал, что в 1899 году сын художника Николай покинул Россию и поселился в Швейцарии. Указывалась и другая дата этого события — 1900 год. Татьяна Юденкова называла ориентир для ещё более точной даты: 10 августа 1900 года Совет Третьяковской галереи «значащиеся в каталоге галереи (издание каталога 12-е) картины под № 644 „Распятие“ и под № 646 — „Распятие“ (неоконченный вариант)… поручил хранителю галереи выдать Н. Н. Ге вышеназванные картины и взять от него расписку в получении картин».
Николай Ге (младший) увёз с собой два «Распятия», второе из которых является вариантом 1892 года, а первое — окончательный вариант 1894 года. Около ста лет о судьбе этих полотен на родине Ге практически ничего не знали. В работах о художнике утверждалось, что местонахождение их неизвестно. В начале 1990-х годов Швейцарию посетил доктор искусствоведения Виктор Тарасов. Он опубликовал статью в журнале «Творчество» (№ 12 за 1991 год) о судьбе сына художника за границей. Выяснилось, что Николай Ге (младший) летом жил вблизи Женевы, а значительную часть года проводил в Париже, где трудился в Сорбонне преподавателем русского языка. В 1912 году он принял гражданство Франции. Несмотря на материальные трудности, Николай Ге не продавал работы отца. В 1903 году он организовал выставки в Париже и Женеве (по сведениям доктора искусствоведения Глеба Поспелова в этом городе их было две), которые прошли, по его утверждению, с большим успехом, о чём сын художника сообщал в письмах к Владимиру Стасову. Это подтверждала и Татьяна Сухотина-Толстая. В качестве доказательства она приводила фрагмент из рецензии газеты «Journal de Genève»: «Это творение, исполненное веры, глубоко честное, тщательно обдуманное и выполненное. В целом это произведение художника сильного и чувствительного, очень нежного, который постигает и любит». Дочь Толстого утверждала, что у одного русского эмигранта «Распятие» вызвало настоящую душевную болезнь. Он часами смотрел на картину, а после этого «душил в своих объятиях встречаемых людей, говоря, что нам всем надо любить друг друга, иначе мы погибнем».
Напротив, Всеволод Дмитриев отмечал, что на выставке в Женеве «Распятие» не вызвало интереса ни публики, ни критики. С его точки зрения, смерть спасла Николая Ге от ещё одного разочарования: в Европе полотно оказалось таким же ненужным, как и в России. Об отсутствии интереса к «Распятию» в Женеве писал и Поспелов. В 1910 году Николай Ге (младший) предложил приобрести «Распятие» 1894 года Михаилу Рябушинскому. Он писал меценату: «Я храню эту картину с надеждою, что она, наконец, вернется на Родину. Будет время, когда её поймут и оценят».

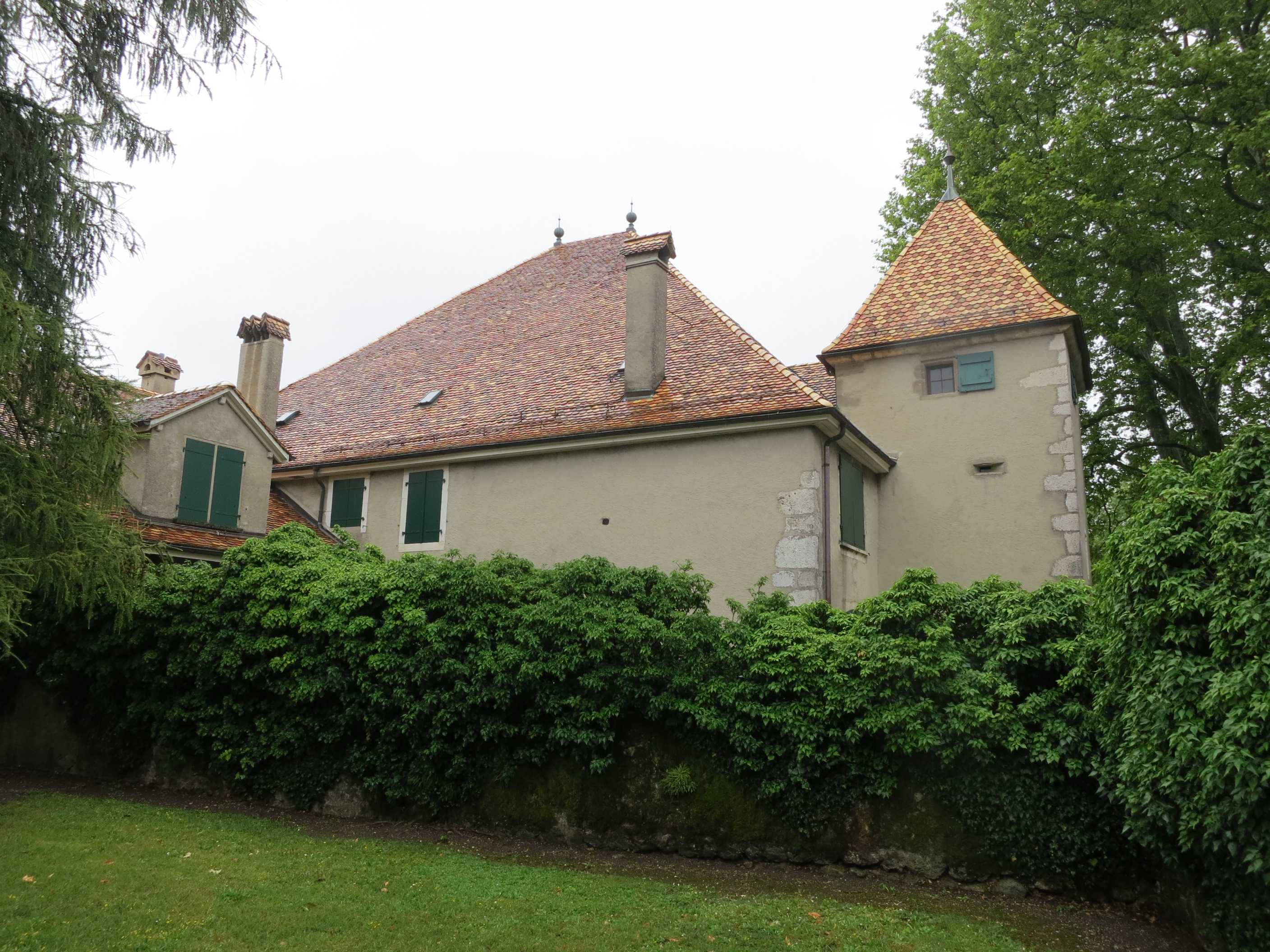
Замок Женжен (современное состояние)

Спустя некоторое время Николай Ге принял предложение Беатрис де Ватвиль (Ге был учителем её детей) передать коллекцию картин отца для экспонирования в одном из залов её замка Женжен (фр. Chateau de Gingins), расположенного недалеко от Женевы. Экспозиция была доступна для широкого круга посетителей. Николай Ге скончался в Женеве в ноябре 1938 года. Всё своё имущество он ещё в 1929 году завещал Беатрисе де Ватвиль с условием пожизненной ренты. В состав завещанного входили произведения отца, письма Льва Толстого и личная библиотека из 2000 томов. После смерти Ватвиль в 1952 году замок был продан. Коллекция работ Ге, включавшая 40 картин, эскизов и рисунков, осенью 1953 года ушла всего за 2002 швейцарских франка. «Распятие» 1894 года, как считает ряд специалистов, оказалось в неизвестном специалистам швейцарском частном собрании. Научный сотрудник Государственного института искусствознания Ирина Лазебникова в статье в журнале «Русское искусство» (2003) писала: «Правомерно предположить, что „Распятие“ 1894 года окончательно утрачено». В качестве доказательства она принимала свидетельство, в соответствии с которым полотна, так и оставшиеся непроданными на аукционе 1953 году, к таковым она относила и последнюю картину Ге, «были отделены от рам, что нанесло им непоправимый ущерб».
В СМИ сообщалось, что либо в конце 1950-х, либо в 1970-е годы владелец «Распятия» 1894 года якобы предложил приобрести его Министерству культуры СССР. Покупка не состоялась, так как «министерство „смутил“ религиозный сюжет картины». В настоящее время её местонахождение не установлено.

### «Обретение» коллекции Кристофа Больмана
В 1994 году в ГМИИ имени А. С. Пушкина были продемонстрированы 17 рисунков, выполненных углём (и соусом) на бумаге, которые связаны с работой Николая Ге над «Распятием». Коллекционер и начинающий архитектор Кристоф Больман купил их в 1970-е годы на блошином рынке в Женеве (по другим данным, это произошло в 1950-е, Наталья Беглова назвала место самого рынка — площадь Пленпале, а также точный год события — 1974). Рисунки лежали на полу, на некоторых даже были следы подошв. Когда Больман приобретал рисунки, он их купил как произведения неизвестного автора русского происхождения (на некоторых были надписи кириллицей), только в 1988 году после кропотливого сбора и анализа информации, а также консультации у специалистов, он узнал, что это рисунки Николая Ге. Во время покупки Больман, перепробовав множество профессий, перепродавал произведения искусства, купленные у старьёвщиков, чтобы обеспечить себе средства к существованию и на учёбу в Женевском университете. Рисунки Ге он приобрёл, понимая, что сам продать их не сможет, так как религиозная тематика не пользовалась спросом. На вопрос о причинах возникшего интереса к рисункам Больман ответил: «художник [Ге] не заботится о том, чтобы нравиться, пленять, соответствовать эстетическим требованиям эпохи, зрительским ожиданиям. Он — в поисках формы, он „приручает“ пространство листа. В эскизе видна мысль, обуреваемая желанием воплощения и сомнениями. Поиски мучительны, разочарования бесчисленны… Исходное состояние рисунков, выполненных в угле, крайняя хрупкость материала… привлекли моё внимание. Небрежное обращение с этими вещами торговца и покупателей было причиной невосстановимых разрушений. Мне невыносима была мысль, что рисунки могут быть распроданы в розницу».
В 2011 году рисунки из коллекции Кристофа Больмана вернулись на родину. Они относятся к 1892—1894 годам. Искусствовед Нина Маркова охарактеризовала их как «разные… натуралистичные и тяготеющие к символике; драматические и гармонично-просветлённые; реалистические и шокирующие экспрессией и гротеском, неведомыми художественному языку XIX столетия», «цельный в художественном отношении блок произведений, создающий вполне самодостаточный художественный эффект… вершина творчества Ге-рисовальщика, один из наиболее значительных и вдохновенных вкладов в историю отечественного искусства конца XIX столетия». Наталия Толстая писала, что часть листов из коллекции Больмана содержит «редкие по остроте» портреты персонажей, цель других — определить композицию. Наталия Толстая утверждала, что Ге не может считаться «виртуозным рисовальщиком», он, по её мнению, пытался в своих набросках передать «светотеневые соотношения».

## Подготовительные материалы к картине «Распятие»
Научный сотрудник отдела графики XVIII — начала XX века Третьяковской галереи Нина Маркова в статье «Проблемы датировки поздних рисунков Н. Н. Ге» (2014), принимая во внимание свидетельство самого художника, считала, что наряду с большим числом неоконченных полотен Николай Ге создал минимум четыре завершённых варианта «Распятия». Первая версия относится к 1892 году и в настоящее время входит в коллекцию Музея Орсе в Париже. Вторая написана художником осенью этого же года и была уничтожена им самим, она известна по фотографии Льва Ковальского (эту фотографию упоминал также Степан Яремич). Четвёртый вариант, относящийся к январю 1894 года, представленный на выставку в Санкт-Петербурге. Его местонахождение неизвестно. Относительно третьего варианта полной ясности нет, — сознавалась Маркова, но, по её мнению, им никак не может быть «Распятие» (холст, масло; 195 × 140 см, Инв. ж-782) из Новочеркасска, находящееся в коллекции Музея истории донского казачества, которое только недавно привлекло внимание специалистов.
По мнению Нины Марковой, достоверными рисунками, которые относятся к «Распятиям» 1880-х, мы не располагаем. 1886 годом можно датировать с большой степенью уверенности только «Распятие» на обороте листа, являющегося иллюстрацией ко второй заповеди «Краткое изложение Евангелия» Льва Толстого (бумага, уголь, растушка. 101,3 × 68,5 см, Третьяковская галерея, Инв. Р-13766 (оборот)). Маркова также предложила отнести к 1880-м годам композицию из Русского музея («Распятие», 1886 (?), жёлтый картон, тушь, графитный карандаш, 34,6 × 43,8 см, ГРМ, Инв. 13270), так как здесь выражены идеи, которые занимали Николая Ге именно в середине 1880-х годов. На рисунке присутствует подпись «Других спасал, пусть спасёт себя самого», именно такую надпись упоминает Ге в одном из писем марта 1886 года к Толстому. Этой датировке противоречит то, что фигуры распятых стоят на земле. Принято считать, что данный вариант появился у Ге только в 1892 году и связан с иконографией «шведской картинки», которая оказалась в руках Льва Толстого. Маркова разрешала данное противоречие тем, что в письме к Татьяне Сухотиной-Толстой Ге писал: он прежде сам думал о подобном варианте композиции и искал ему обоснование в научной литературе. С точки зрения Марковой, размер и техника рисунка также отличаются от работ художника 1890-х годов.

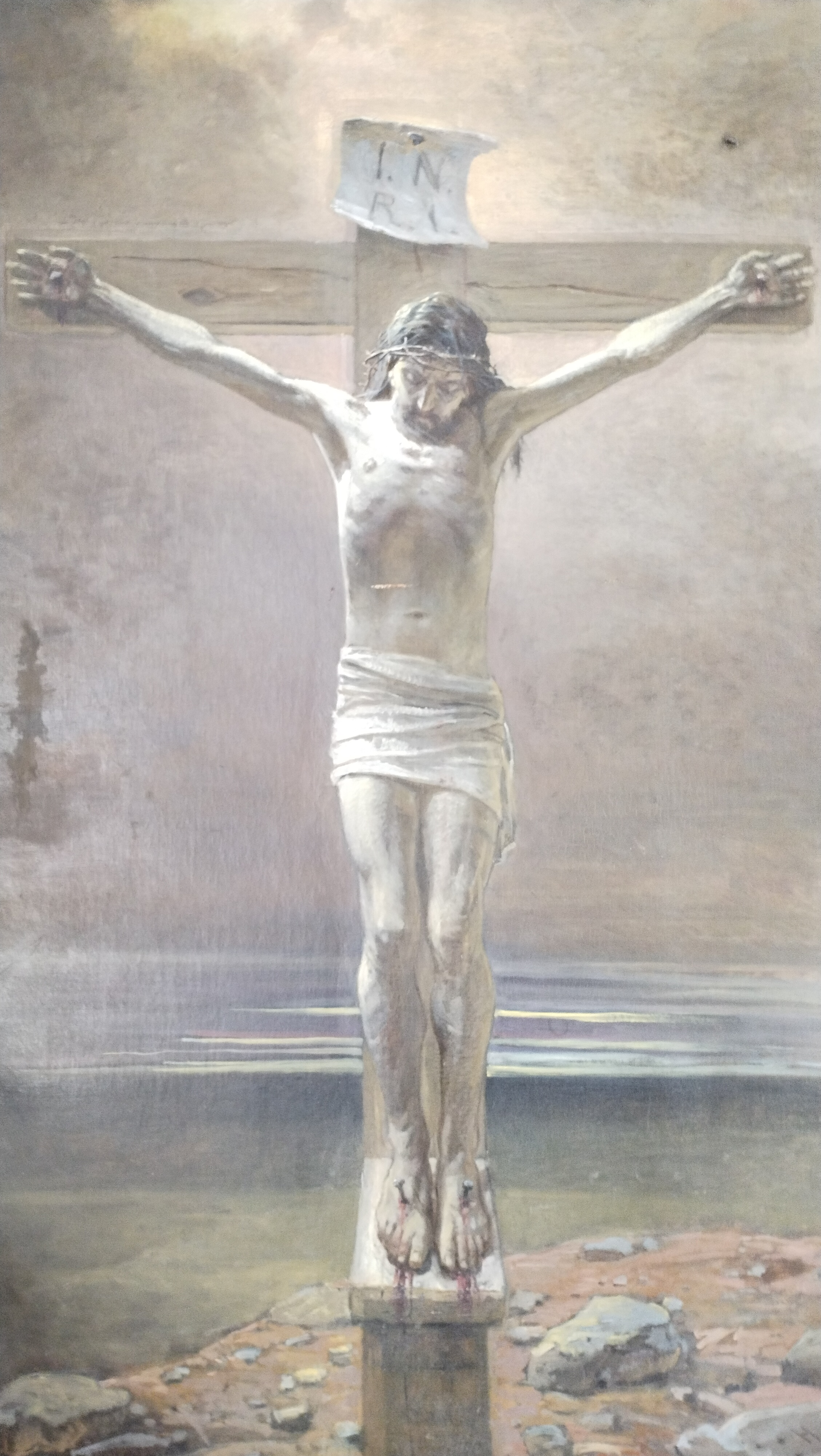
Распятие, 1884 Музей истории донского казачества, Инв. ж-782
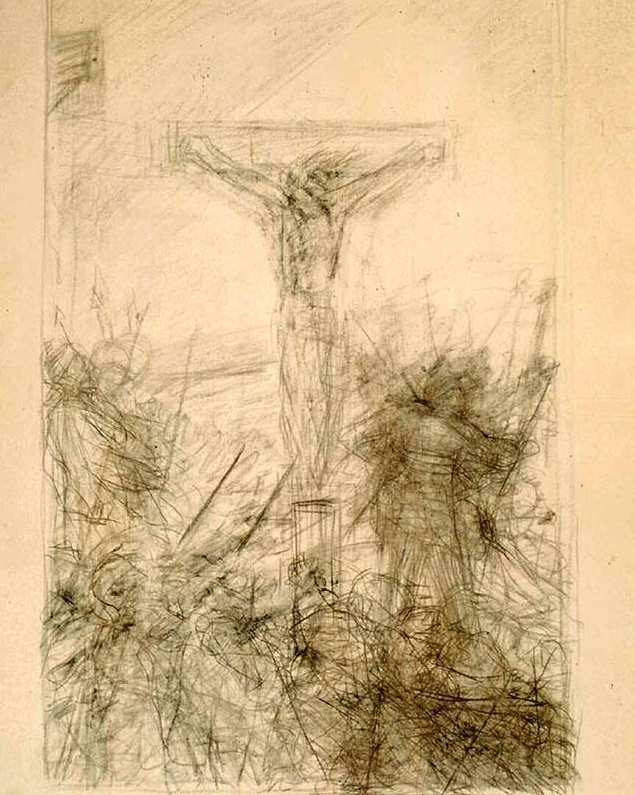
Распятие, 1886. ГТГ, Инв. Р-13766 (оборот) (рисунок поступил из собрания Кристофа Болльмана)
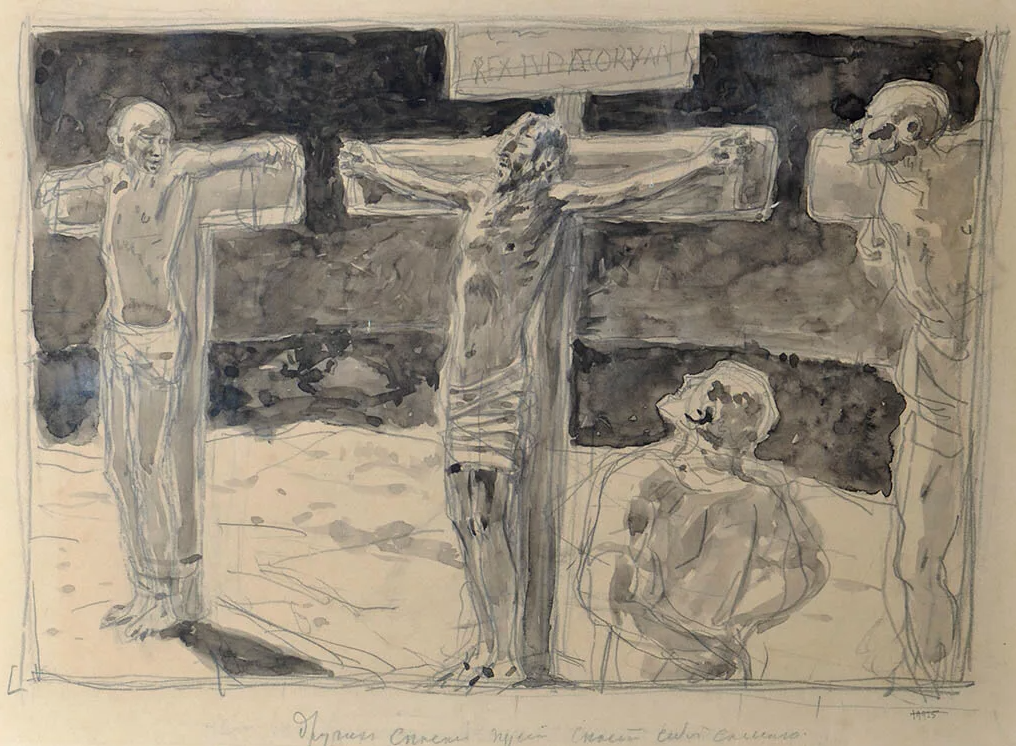
Распятие, 1886 (?). ГРМ. Инв. 13270

Николай Ге вернулся к работе над «Распятием» весной 1892 года, но, как считает Маркова, первоначально пользовался образами и мотивами предшествовавшего десятилетия. Итогом полугодовой работы над этой серией набросков стал, по мнению Нины Марковой, завершённый летом 1892 года вариант «Распятия» из Музея Орсе.
Начиная с лета 1892 года, тема физического страдания Христа теряет, с точки зрения Нонны Марковой, потеряла для Николая Ге актуальность. Главными для художника становятся «взаимоотношения» Христа и разбойников. Эта тема ему не давалась. По мнению Марковой, с осени 1892 до лета 1893 года художник переживал серьёзный кризис. Рисунки этого времени разрушали иконографические каноны, и, как предполагала исследователь, возможно, пугали самого их автора. Художник искал понимания у близких людей, его охватило состояние «творческой одержимости», слабо отличавшейся от болезни. Степан Яремич писал, что художнику мерещился призрак «пролетающего в воздухе Христа, лобызающего измученного разбойника, блаженно в ответ улыбающегося в предсмертном забытьи». Маркова писала, что ошибочно думать о возвращении летом 1893 года художника к более ранним своим композициям и более традиционной иконографии. Возврат был чисто внешний. В действительности в своих рисунках Ге отказывался и от религиозного канона, и от «реалистической трактовки сюжета». Примером этого она приводила распятого на кресте «пьяного смеющегося разбойника».
Принципиально иными становятся на рисунках образы Христа и Благоразумного разбойника. Вместо физиологического страдания в образе Христа проступают душевные движения. Их апофеоз Маркова видела в огромном рисунке «Голова Христа» (ГТГ, Инв. Р-13793, 58,7 × 46,5 см, то есть фактически в натуральную величину). В образе же Разбойника происходит эволюция от самых «примитивных эмоций к более сложным, разбуженным сопереживанием невинно гибнущему на кресте Христу».

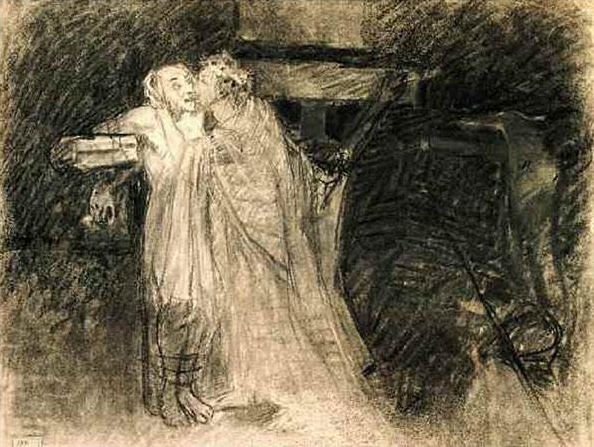
Христос, целующий разбойника (Распятие с видением), 1892–1893. ГТГ. Инв. Р-13799
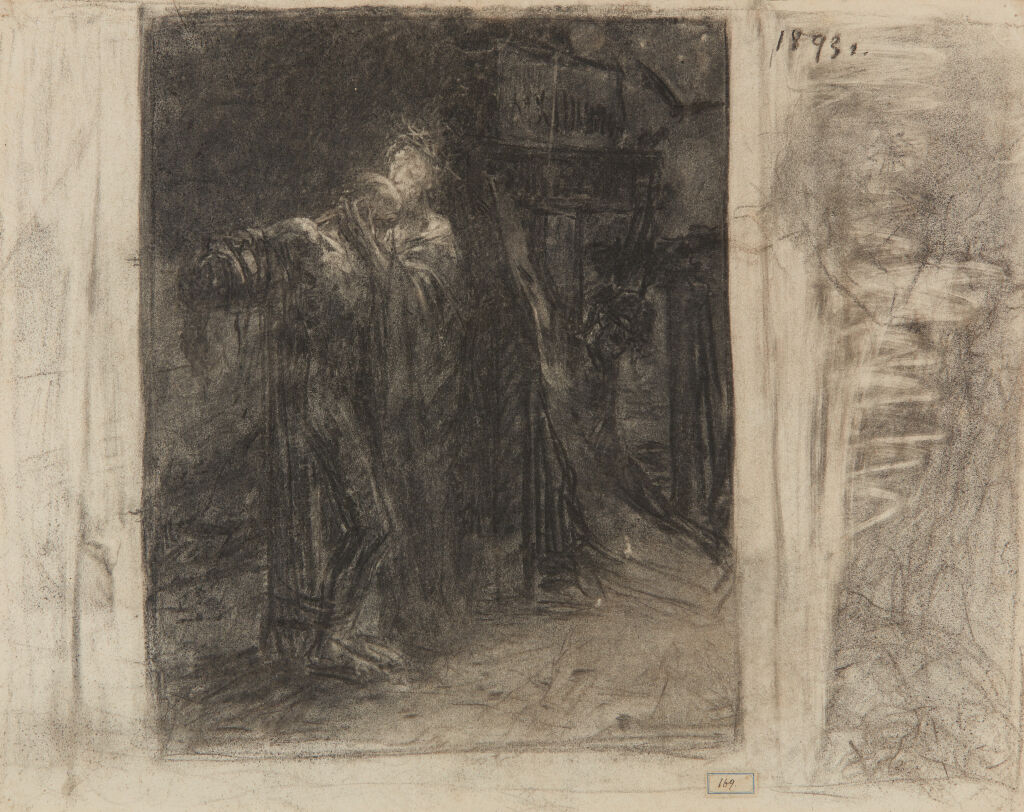
Христос, целующий разбойника (Распятие с видением), 1893. ГТГ, Инв. Р-13798
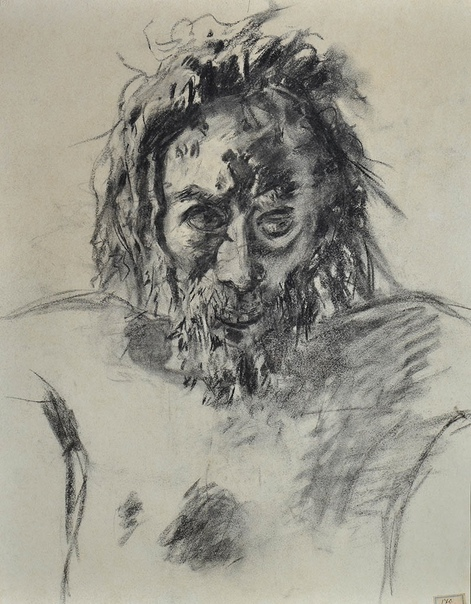
Голова Христа, 1893. ГТГ. Инв. Р-13793
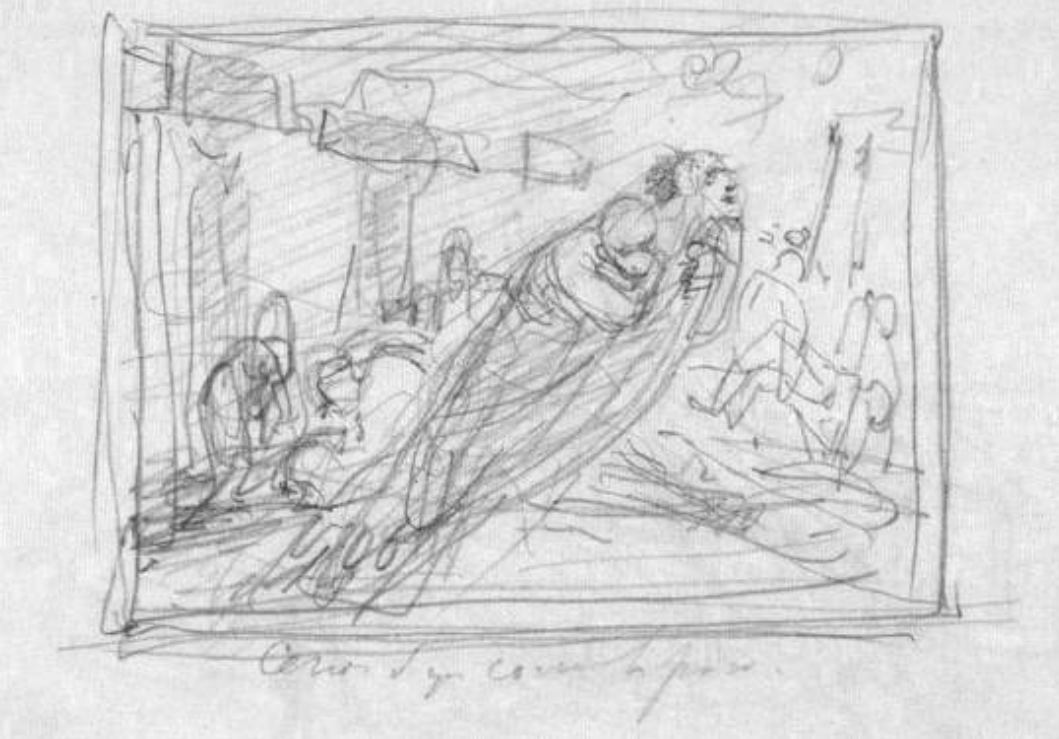
Сегодня будешь со мною в раю, 1892–1893. ГРМ. Инв. Р-561296

Осенью 1893 года Маркова датировала последний этап работы Ге над рисунками к окончательному варианту «Распятия». Исследователь задавалась вопросом: «Когда Николай Ге отказался от Злого разбойника?» Ведь даже на эскизе из Третьяковской галереи (поступил из собрания Кристофа Больмана), который отмечен надписью «Последний» и датирован январём 1894 года, фигура второго разбойника присутствует (ГТГ, Инв. Р-13794 (оборот)). Один из возможных ответов, с точки зрения Марковой: второй разбойник был на окончательном варианте полотна, и художник его отрезал прямо с холста. Этой версии противоречит более ранний рисунок «Распятие» (лицевая сторона, ГМИИ, Инв. 22383). Второй разбойник на нём есть, но его тело рассекает сверху вниз черта по линии, которая на окончательном варианте полотна станет границей картины. Маркова писала, что существует ещё один лист (ГТГ, Инв. 15743), который, как она считает, мог быть не эскизом, а зарисовкой уже написанного полотна. Именно он лучше всего отражает окончательный вариант 1894 года.
Глеб Поспелов особо останавливался на анализе двух эскизов из киевского музея. В «Христе и разбойнике» он отмечал контраст заострённых линий лица Иисуса и закруглённых линий лысой головы Разбойника. На фоне этого эскиза незадолго до его создания художник намечал композицию всей картины. Искусствовед предполагал, что «Голова Христа» также написана поверх какого-то наброска и сама должна была исчезнуть под новым эскизом на эту тему. «Голова Христа» мрачна и пронизана внутренней тревогой. Поспелов считал, что в эскизах углём на бумаге из коллекции Больмана Ге не столько разрабатывал композицию, сколько определял «эффекты выразительного освещения»: кресты и фигуры иногда среди пыльной мглы, иногда при лунном свете с отражающимися от них чёрными тенями. 
В двух эскизах 1893 года углём «Голова разбойника» (оба они не сохранились) исследователь видел экспрессию невиданной мощи и называл их вершиной графики художника и даже всего его искусства. В эскизе из собрания Николая Ге-младшего: «лицо — как взрывом разорванное на куски: внизу звериный вопящий рот, левей — на отлёте — не менее звериное ухо, а выше — как будто перерождение животного в человека — вид бесконечного изумления не только перед болыо Христа (которого нет на рисунке), но прежде всего перед своим собственным ещё никогда не испытанным чувством — пробуждением жалости к страданиям другого, неудержимо рвущейся из недр натуры», эскиз «как будто с размаха, в лихорадочном темпе вырубленный углём по бумаге — изображение, которое невозможно забыть и которое как бы и создано для того, чтобы ночами являться перед нашим воображением». 

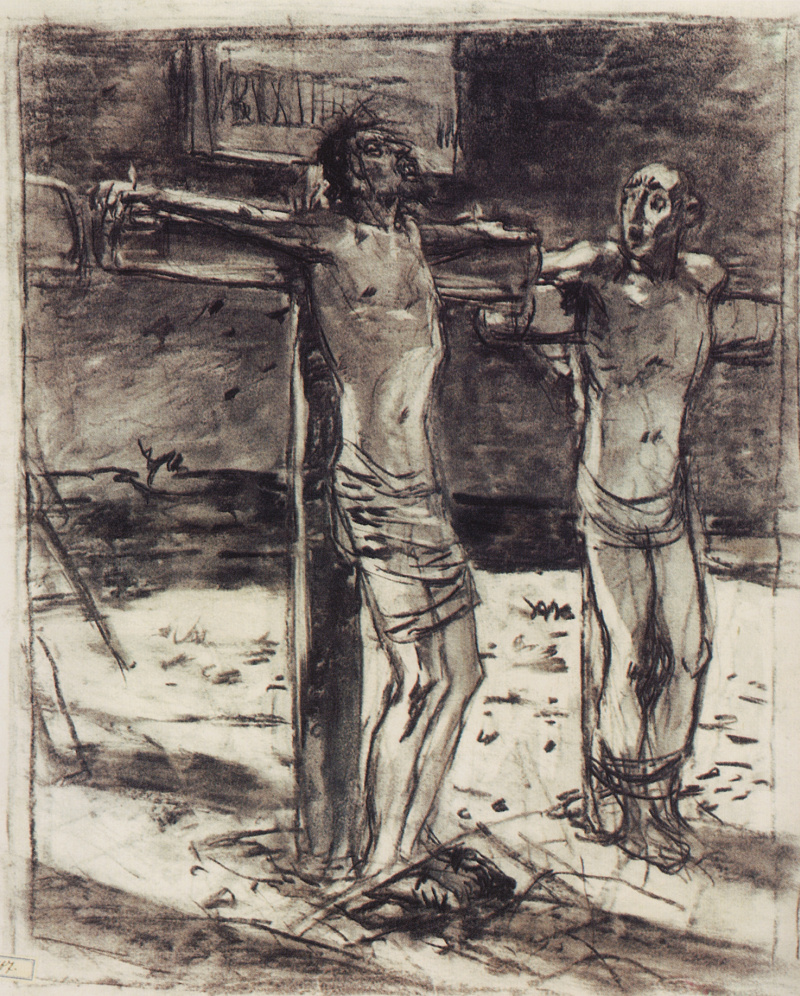
Распятие, 1893. ГТГ. Инв. 11432
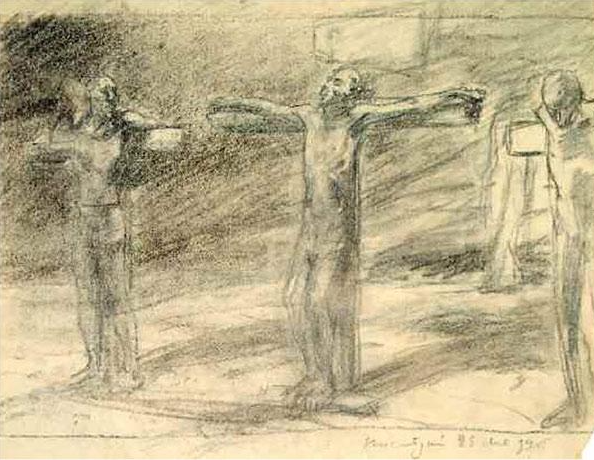
Распятие, 1894. ГТГ. Инв. Р-13794 (оборот). На рисунке надпись: «Последний»
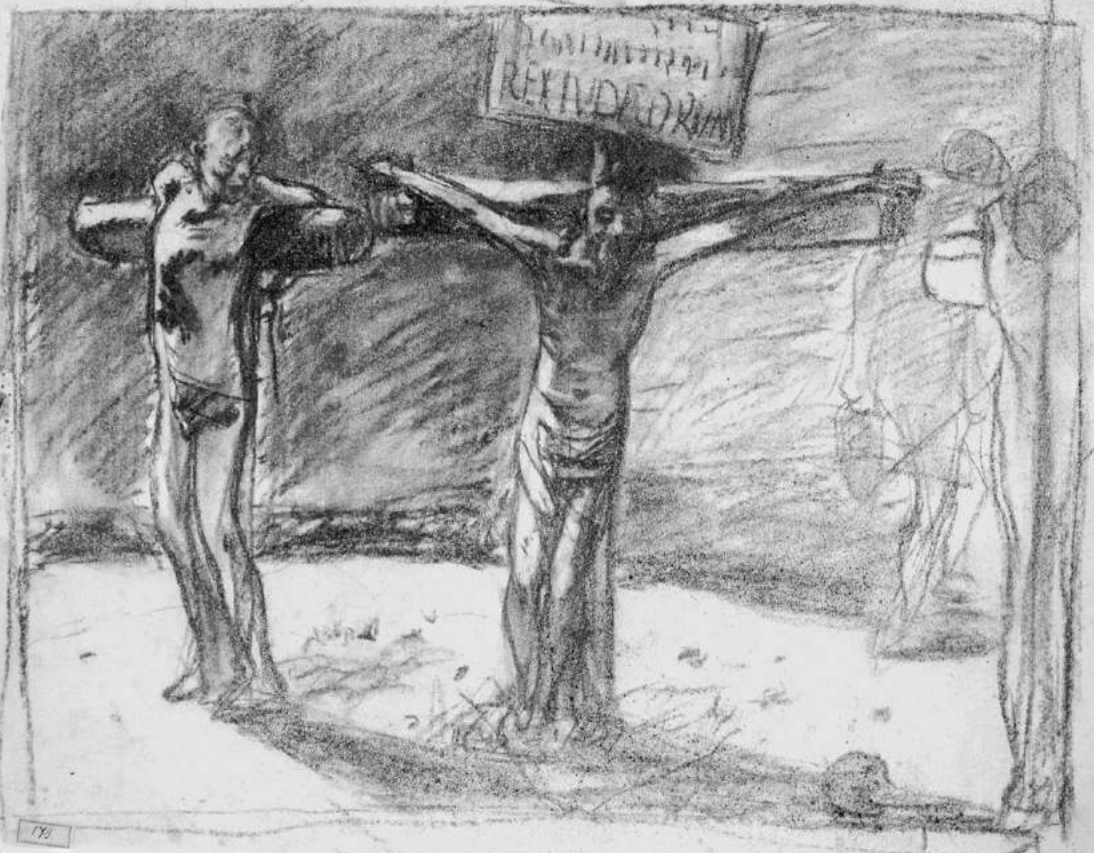
Распятие, 1893 (лицевая сторона). ГМИИ. Инв. 22383
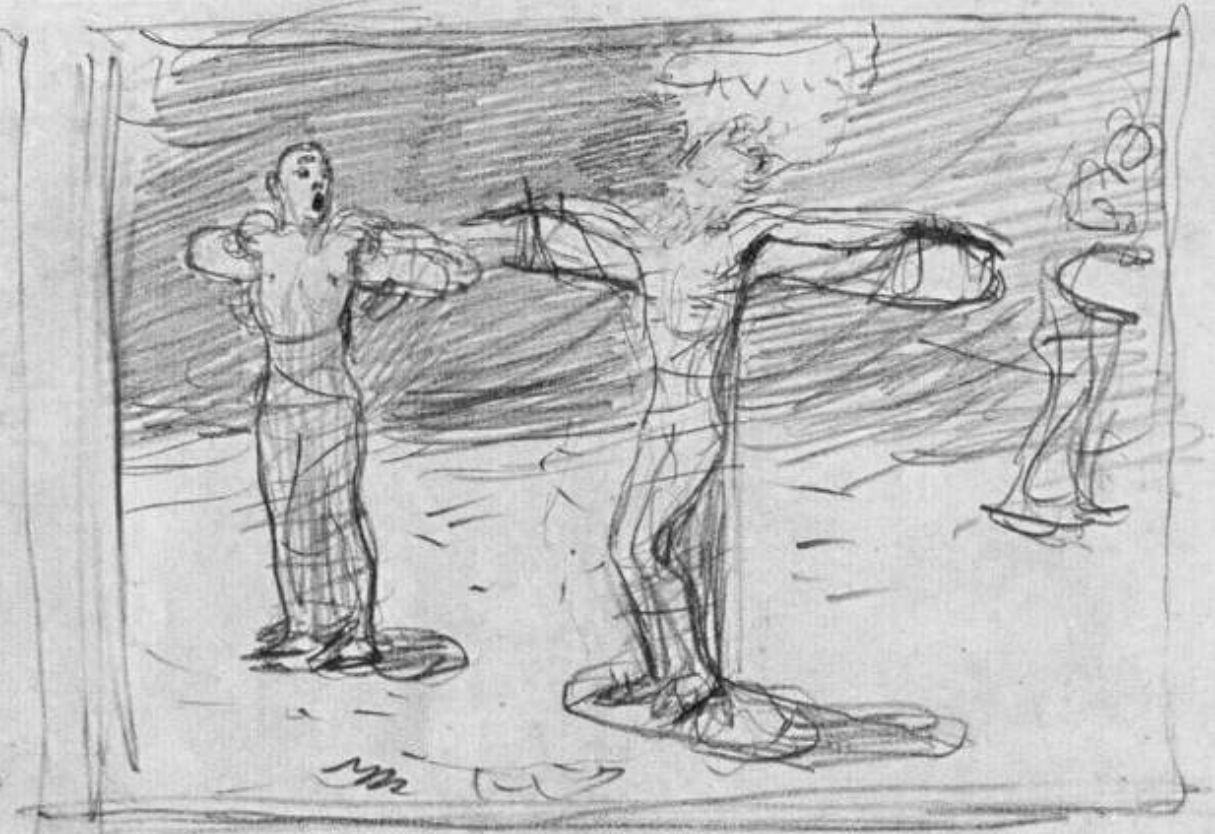
Распятие, 1893–1894. ГТГ. Инв. 15743
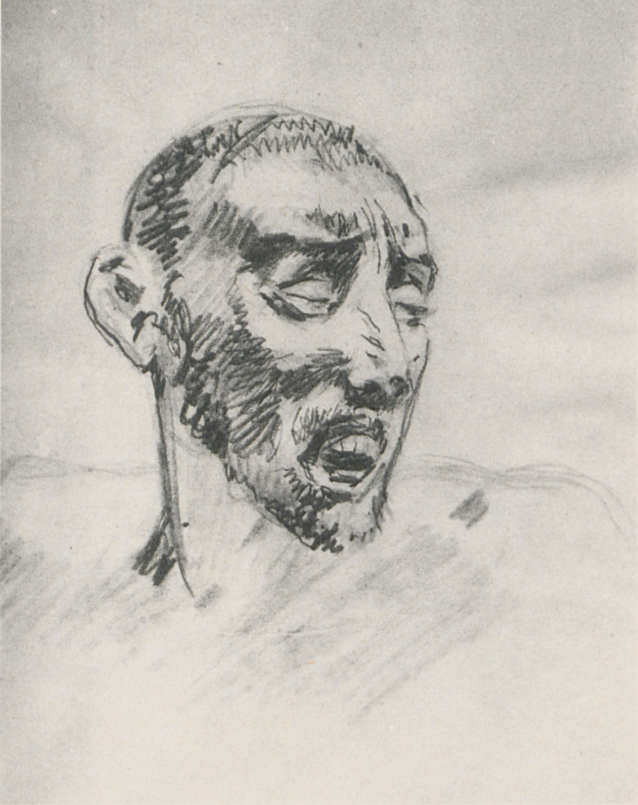
Голова Разбойника, 1893 (из собрания Николая Ге-младшего, не сохранился)
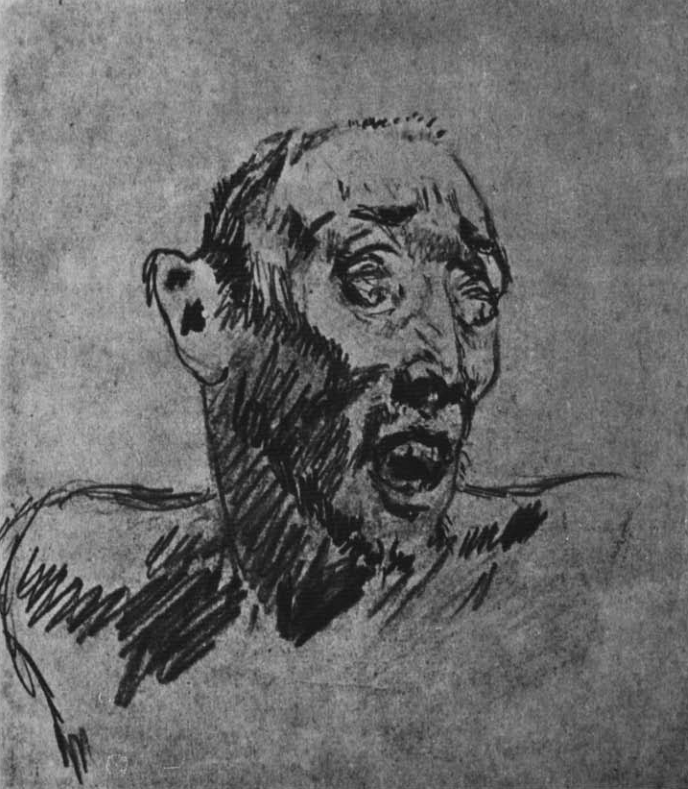
Голова Разбойника, 1893 (из собрания Петра Ге, утрачен)

## Николай Ге о своей картине
Редакция журнала «Северный вестник» в некрологе Николая Ге поместила фрагмент записки, которая была составлена самим художником для правильного понимания его последней картины: «Христос на кресте умирает. Около него рвётся с креста к умирающему разбойник в ужасе; только что полюбил он первый раз, узнал любовь и теряет самое дорогое: Христа, который зажёг в нём жизнь, любовь, правду. Этому ужасу, этому горю вторит буря; облака пыли, песку сливают небо с землей, — тьма надвигается, чтобы закрыть всё».
Татьяна Сухотина-Толстая свидетельствовала, что Ге, вероятно, считал «Распятие» своей любимой картиной. Александр Куренной сделал запись в своих воспоминаниях: «Н. Н. писал „Распятие“, что называется, запоем. Мысль его невероятно быстро с бесконечным воображением варьировала одну и ту же тему. Казалось, тут мало простора для фантазии, чтобы каждый раз, через день-два, много через три, вновь изменять композицию до неузнаваемости, так что каждый раз на полотне появлялся совершенно новый замысел, не похожий ни на один из прежних».
В середине 1892 года в одном из писем сотруднику «Туркестанских новостей» Юрию Якубовскому Ге раскрывал особенности своего замысла. Ге писал, что только католическая вера «имела искусство»; православная же, как и протестантская, «не имели и не имеют». Смысл католического искусства в том, что изображение Христа имеет цель возбуждения чувств в верующем: любви или сочувствия к страданию. В конце XIX века этого, по мнению художника, уже мало. Необходимо, «глядя на Христа, себя понимать и найти в себе то, что Он указывал, т.-е. сыновность свою к Богу». Ге писал, что эту задачу он и пытается решить изображением Разбойника, который был распят рядом с Христом. Христос, несмотря на чудовищные мучения, обратился к нему, выразил ему сочувствие и любовь. Разбойник вслед за этим понял «невинность» Христа и «проснулся сам к этому». Новое понимание жизни он выражает плачем о своей прежней жизни. Сухотина-Толстая писала, что художник пытался в лице Разбойника передать то, что сам испытывал бы, находясь на его месте.

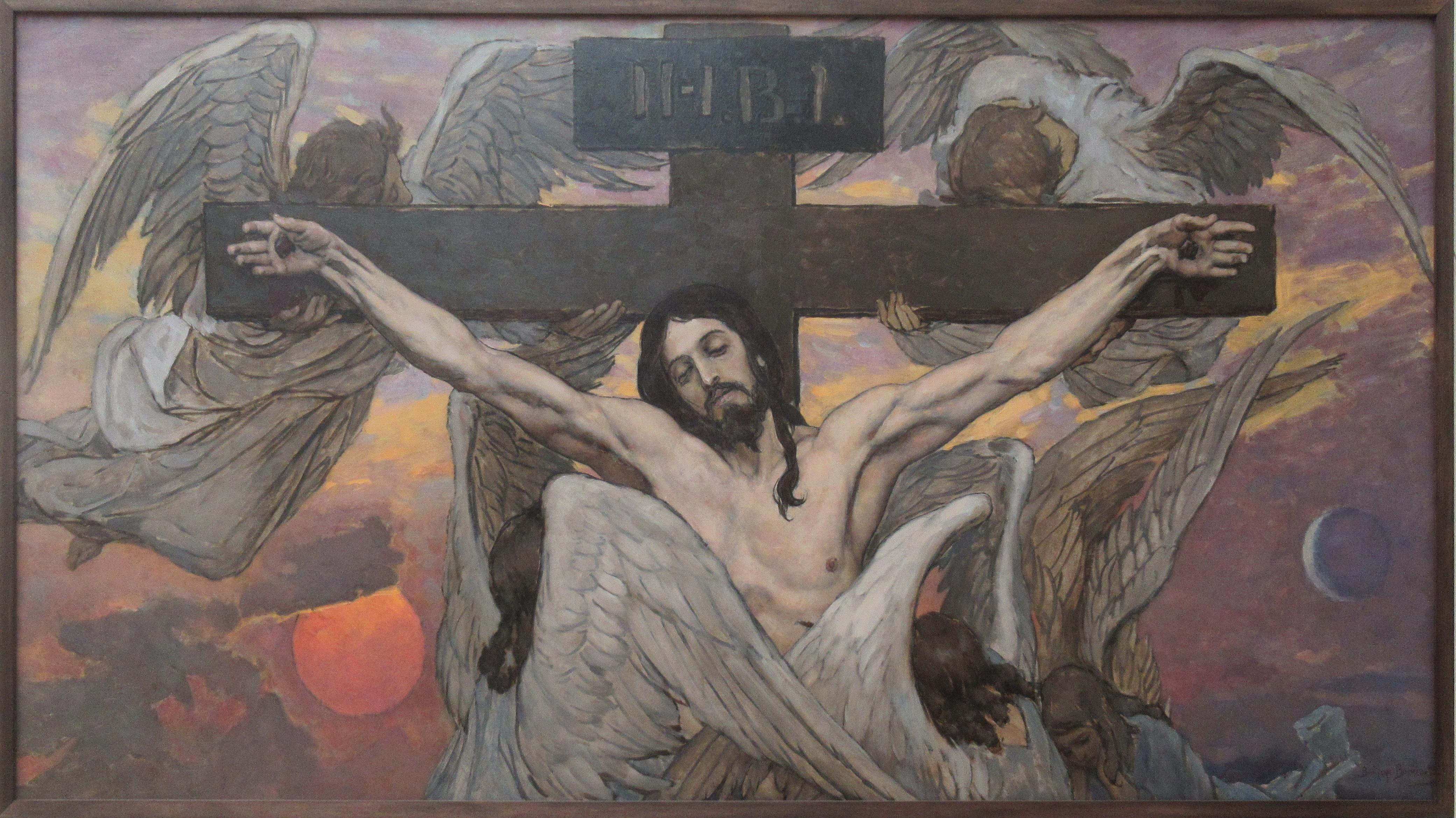
Виктор Васнецов. Распятие, 1885—1886. Третьяковская галерея

Сохранилось свидетельство реакции Николая Ге в 1894 году в Третьяковской галерее на «Распятие», написанное неким русским художником (литературный критик Любовь Гуревич называла в своих воспоминаниях имя этого художника — Виктор Васнецов) в традиционной манере. Ге долго стоял перед полотном в недоумении, а затем несколько раз растерянно повторил, обращаясь к находившемуся рядом Льву Толстому: «Нет, вы мне скажите, зачем тут птицы-то, птицы-то эти!…», — имея в виду ангелов с большими крыльями.
Татьяна Карпова отмечала, что Ге искал активного, непосредственного контакта с аудиторией по поводу картин «Страстного цикла». Он комментировал «Распятие» во время квартирных показов, эти комментарии сохранились в записях приходивших зрителей, членов семьи Толстого, друзей живописца. Художники Николай Ульянов и Николай Мурашко, а также Татьяна Толстая утверждали, что без комментариев Николая Ге впечатление от картин уменьшалось. Сама Карпова даже предположила, что «словесные комментарии были необходимой частью замысла художника». Это был своеобразный смысловой и эмоциональный контекст полотна, в состав которого входили письма, беседы и лекции автора полотна. Николай Ге даже мечтал о печатном издании картин «Страстного цикла», в котором «Распятие» было бы заключительным полотном, в сопровождении собственных текстов.

## Реакция современников на картину

### Оценка общих настроений публики
Владимир Порудоминский утверждал, что последняя картина Николая Ге была единодушно принята широкой общественностью и профессиональной художественной критикой. Этого не было с произведениями художника со времени «Тайной вечери» (1863) и «Пётр I допрашивает царевича Алексея Петровича в Петергофе» (1871).

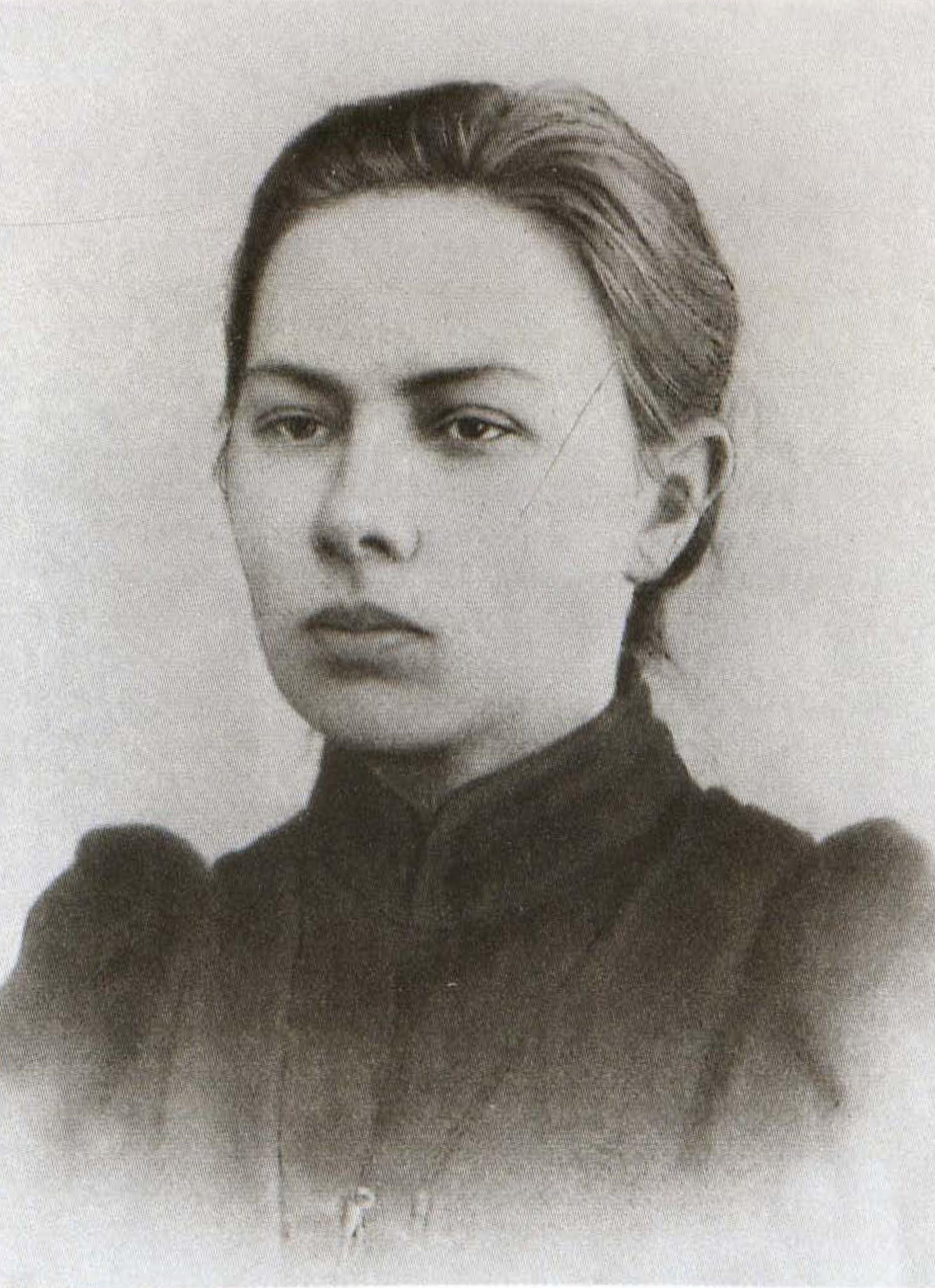
Надежда Крупская в 1895 году

Учительница вечерней воскресной школы Надежда Крупская побывала на квартире Страннолюбского, где демонстрировалась картина в 1894 году, три раза. Она познакомилась с автором полотна и беседовала с ним о «Распятии». Позже она вспоминала, что Ге «чаще говорил не как „толстовец“, а „как художник“». Крупская описывала его рассказы, «как он писал картину, что при этом переживал, что думал, как менялись в ходе работы его представления об искусстве, рассказывал, как владела им творимая картина и как в минуту смерти любимой жены он, вглядываясь в её угасавшее лицо, старался уловить тень смерти, чтобы отобразить её на своей картине». Молодая учительница отметила простоту и доброжелательность художника. В конце концов Крупская привела своих учеников — около десяти рабочих петербургских заводов. На них картина произвела сильное впечатление. Один из них, по фамилии Фунтиков, рассказал автору собственное понимание картины: «Какими-то судьбами выплыли на сцену капиталист и рабочий, рабочее движение, социализм. Внешне это было нелепо, но внутренне, логически — осмысленно. И то, что хотел сказать Фунтиков, поняли и его товарищи, сочувственно поддержавшие его». Художник со слезами на глазах обнял Фунтикова и сказал, что он именно это и хотел сказать картиной. Ученикам Крупской Ге подарил снимки с картины с подписью: «От любящего Ге». Крупская писала, что Ге говорил о своём желании сделать «Распятие» народным достоянием и представить в галерее, «которая будет посещаться массами». Совершенно другую реакцию публики на картину Крупская описывала во время её демонстрации в Швейцарии: «Я видела эту картину потом в Женеве. Одиноко и никчёмно стояла она в зале, и недоумённо смотрели на неё проходящие в шляпах и перчатках».
В своём рассказе Крупская допустила ряд ошибок. События запрета картины и своё общение с художником она отнесла к 1893 году. Саму картину она назвала «Христос и разбойник». Крупская отметила следующий эпизод. Хорошо одетая «дама из общества» позвала художника к себе на Салон. Ге согласился, но обратился ко всем присутствующим в тот момент в квартире с предложением составить ему компанию. Дама «пришла в неописуемый ужас», так как большинство присутствующих не отвечали требованиям, предъявляемым к светским людям.
Психиатр и логотерапевт, сестра философа Павла Флоренского Юлия Флоренская в сентябре 1903 года сообщала отцу, что побывала на выставке картин Ге в Женеве. Девушка писала, что видела там «Распятие» 1894 года, отметив, что оно запрещено в Российской империи. Она утверждала, что впечатление «более чем сильное» и охарактеризовала стиль полотна как «реализм, доведённый до крайности», но это, по её мнению, только подчёркивает важность сюжета картины.
Противоположную Владимиру Прудоминскому точку зрения высказывала Наталия Толстая. Исследователь утверждала, что картину, как и новую манеру живописи Ге в целом, отрицательно воспринимало большинство «просвещённой публики», а также часть художников. Всеволод Дмитриев и Владимир Стасов упоминали реакцию современника художника — мастера жанровой картины Иллариона Прянишникова. «Вы вот, Н. Н., постную пищу научились есть у Льва Николаевича, а так художественно писать, как он, — нет», — заявил он Николаю Ге. Обобщая реакцию общества на картины Ге «Суд синедриона. „Повинен смерти“» (1892) и «Распятие», Дмитриев утверждал, что, если и появился некий интерес к ним, то это был интерес скандального оттенка, в котором не было восприятия их как произведений искусства. Доктор филологических наук Михаил Дунаев называл причиной ажиотажа вокруг картины проявление «фрондёрских» настроений. Ещё две стороны интереса к ней он видел в том, что публика любит «остренькое» и «скандальное», а также в экзотическом образе жизни самого художника, привлекавшем внимание и к его произведению.
Николай Ульянов так описывал первое впечатление аудитории от картины: «Мысли разбегаются, скользят по поверхности холста, с трудом соединяя краски и линии. Наконец один из присутствующих произносит что-то вполголоса, другой отвечает чуть слышнее, а третий совсем ясно. Становится несколько легче, а потом и совсем легко, как после продолжительного гипноза». Он утверждал, что общее мнение о полотне было положительным. Однако были и такие, кто не мог разобраться в своих ощущениях, их отношение к полотну «ещё впереди и сложится потом в иных условиях». Татьяна Сухотина-Толстая много раз приходила в мастерскую Касаткина, чтобы понаблюдать на реакцию зрителей. По её словам, реакция была диаметрально противоположной: от крайне отрицательной до самой восторженной.
Врач семьи Льва Толстого Душан Маковицкий впервые побывал в Ясной Поляне в 1894 году. Предвкушая возможность увидеть «Распятие», он, как ему представлялось, был готов увидеть «Христа русского… „Христа, удручённого ношей земной“… и пришедшего, чтобы пустить на землю огонь, пробуждать спящую совесть». Однако его ожидания не оправдались: «при первом взгляде на картину у меня сжалось сердце, и я застыл как вкопанный», — на картине Николая Ге Христос вызывал жалость, и это было воспринято шокированным Маковицким как профанация. В лице Христа он не увидел абсолютно ничего божественного, на Маковицкого «Распятие» произвело отталкивающее впечатление.
Сам Николай Ге в письме Толстому приводил два высказывания своих знакомых, которые пытались сформулировать причину снятия полотна с выставки. Некий господин X. заявил: «нужно считаться с толпой, ей это кажется карикатурно, а этого делать нельзя», господин Z. выразился так: «…сюжет… не имеет особого значения, так как эта религия стоит в ряду всяких других, и придавать значение сюжету не следует, а картина эта неприятна».

### Лев Толстой
Лев Толстой писал художнику 7 ноября 1893 года, что одобряет его замысел раскрыть влияние смерти Христа на внутреннее преображение Разбойника: «смерть на кресте Христа побеждает разбойника», — сформулировал писатель со слов художника ведущую идею полотна. В связи с запретом на экспозицию картины на выставке передвижников писатель отправил художнику письмо, в котором напрямую ставил в зависимость от картины судьбу христианского учения и вопрос о смертной казни в России. Историк литературы Владимир Лазурский в 1890-е годы много раз бывал в Ясной Поляне и вёл дневниковые записи. В них отражён интерес Льва Толстого к «Распятию», находившемуся в то время в его поместье, и размышления писателя об этой картине. Так, 30 июля 1894 года Толстой и его гости долго говорили о ней. Близкий друг писателя Владимир Чертков сказал, что не следует делать трагедии, если «Распятие» увезут в Англию — «и там ведь люди». Толстой выразил надежду, что картина останется в Москве, сообщил, что писал Третьякову «задирательные письма», а если он не станет брать картину, то «мало ли в Москве есть богатых людей, которым некуда девать капитал». Писатель считал, что должен быть создан музей, в который будут собраны полотна Николая Ге.

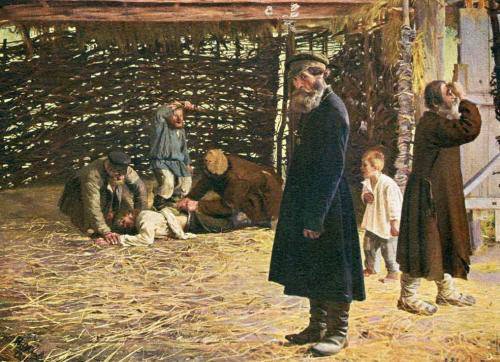
Николай Орлов. Недавнее прошлое. (Перед поркой), 1904

Толстой сообщил собеседникам, что, «работая и отдыхая теперь в мастерской, он всё больше и больше всматривается в „Распятие“ Ге и всё больше проникает в мысль художника». Он сказал, что прежде не видел в Разбойнике ничего, кроме физиологического ужаса, однако со временем начал «примиряться с разбойником». Для восприятия полотна нужны соответствующие атмосфера и аудитория, «а барыня какая-нибудь подойдет с лорнетом и хочет оценить её в тридцать секунд». В одном из писем Толстой сообщал адресату: «Я теперь сижу часто в мастерской Тани, смотрю на обе картины, и что больше смотрю, то больше понимаю и люблю. Картины эти слагались в сердце и голове художника — да ещё какого — десятки лет, а мы хотим в пять минут понять и обсудить».
Мемуаристка Лидия Веселитская также отмечала, что Льву Толстому не нравился Разбойник на картине Ге. Однажды в присутствии Веселитской сына Толстого — пятнадцатилетнего Михаила попросили представить Разбойника (известно было, что он этим развлекает гостей писателя), подросток тут же сделал гримасу, преобразившую его «детское» лицо в жуткую «рожу» Разбойника. Ещё раз, по утверждению Лазурского, «Распятие» стало темой беседы Толстого с его гостями 23 июня 1894 года (детали автор дневника не сообщает).
Душан Маковицкий в своём дневнике за 16 марта 1905 года упоминает, что Лев Толстой сравнил «Распятие» 1894 года Ге с картиной «Порка» высокоценимого писателем художника Николая Орлова. Общей, по мнению Толстого, была судьба картин. «Порку» сняли с выставки через несколько дней, продать в Америке, куда он её увёз, художник не сумел, поэтому решил передать в дар «Кружку любителей» (семья жертвователя получала поддержку в случае его смерти). Воспользовавшись случаем, Муравицкий спросил писателя: «У Чертковых говорили, что вы изменили свой взгляд на „Распятие“. Правда ли это?». В ответ Толстой произнёс: «Да, но только по непосредственному чувству. Не хочется смотреть на него, но мысль художника одобряю».

### Николай Фёдоров

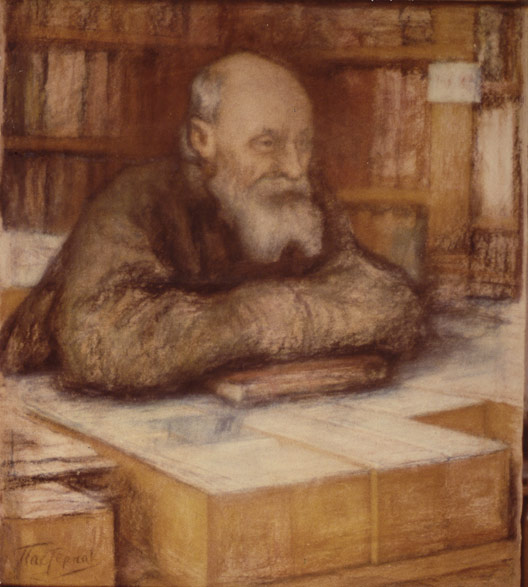
Леонид Пастернак. Портрет Николая Фёдорова

Русский религиозный философ Николай Фёдоров посвятил полотну целую небольшую статью «Гениальный разбойник. По поводу картины Ге „Распятие“». В ней он писал, что в «Распятии» Ге дошёл «до последних, доступных живописи пределов отрицания христианства». По его мнению, в основе изображения лежит не Евангелие Христово, а завет Льва Толстого. Художник запечатлел момент, когда Христос даёт заповедь непротивления злу насилием. При этом, пишет Фёдоров, Иисус здесь предстаёт не столько Христом, сколько Антихристом. С точки зрения Фёдорова, ещё хуже изображен Разбойник: «Это даже не человек; это — зверь, причём выражение зверства в нём доведено до такого совершенства, что для другого разбойника нельзя уже было придумать ничего худшего и он оставлен вне картины». В Евангелии «гениальный разбойник признал Спасителя людей в Распятом», «страждущем и поруганном». Философ даже противопоставляет Разбойника апостолу Петру, который не захотел уверовать в такого Христа.
Фёдоров считал Разбойника соотечественником и сверстником Иисуса. Когда-то он слышал проповедь Христа, но тяжёлые обстоятельства жизни сделали его после этого преступником. Фёдоров предполагал, что причина этого — утрата веры в возможность осуществить Царство Божие мирными средствами. Только во время казни «разбойник с гениальным и чутким сердцем постиг страдание и признал его [Христа]». Первым основоположником «культа страдания» философ называл Иисуса, а вторым — Разбойника. Фёдоров считал, что Разбойник, изображённый художником как зверь, в действительности не должен бы быть отделяем «от Христа распятого, ибо и Сам Христос признал его достойным быть с Собою». На значение сцены, изображённой Николаем Ге, по мнению Фёдорова, указывают слова, «слышимые» «над каждой надмогильной плитою… „помяни, вспомни, не забудь, Господи!“». Свою статью о картине философ завершал словами: «давно пора бы превратить кладбища в музеи-школы».

### Владимир Стасов

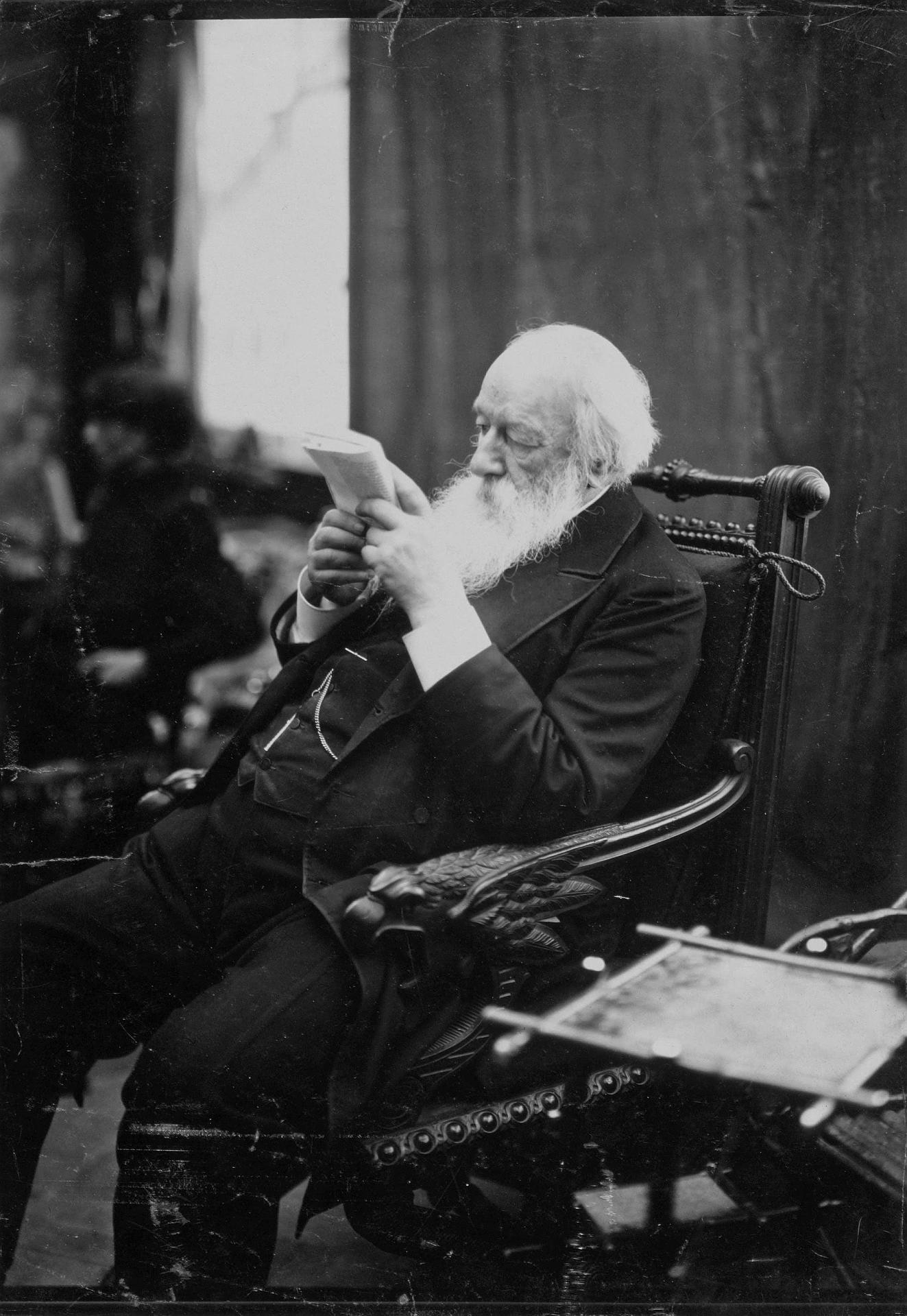
Автор первой научной монографии о творчестве Ге Владимир Стасов

Художественный критик Владимир Стасов писал в вышедшей в 1904 году монографии «Николай Николаевич Ге, его жизнь, произведения и переписка» в связи с картиной: «…считаю своею обязанностью привести все подробности из истории этой картины, все колебания, все нерешительности Ге, все его искания, все его радости, сомнения и наконец сознание торжества, потому что считаю картину „Распятие“ не только высшим созданием Ге, но одним из высших созданий, новостей и завоеваний всего искусства вообще».
Художественный критик впервые увидел картину в апреле 1894 года на квартире у Страннолюбских. «Я был ею так поражён, как немногими художественными произведениями во всю мою жизнь», «Это первое „Распятие“ в мире… из всех существующих во всём художестве», — вспоминал Стасов во время работы над монографией, посвящённой жизни и творчеству Ге. Он признавался, что первый раз видел правдивое изображение ужасной трагедии. Критик долго не мог отойти от картины и никогда впоследствии не забывал своего первого впечатления от картины. На первой же встрече с автором Стасов «выпросил» у Николая Ге все имевшиеся на тот момент фотографии полотна. На одной из них он попросил автора обвести контур своей руки, создавшей этот шедевр. Стасов вспоминал, что присутствовавшие при этом отнеслись к такой просьбе с негодованием, но Ге выполнил просьбу, написав ещё несколько слов и поставив день, месяц и год. Стасов утверждал, что подобную просьбу он обращал только к пианисту и композитору Антону Рубинштейну.

### Илья Репин

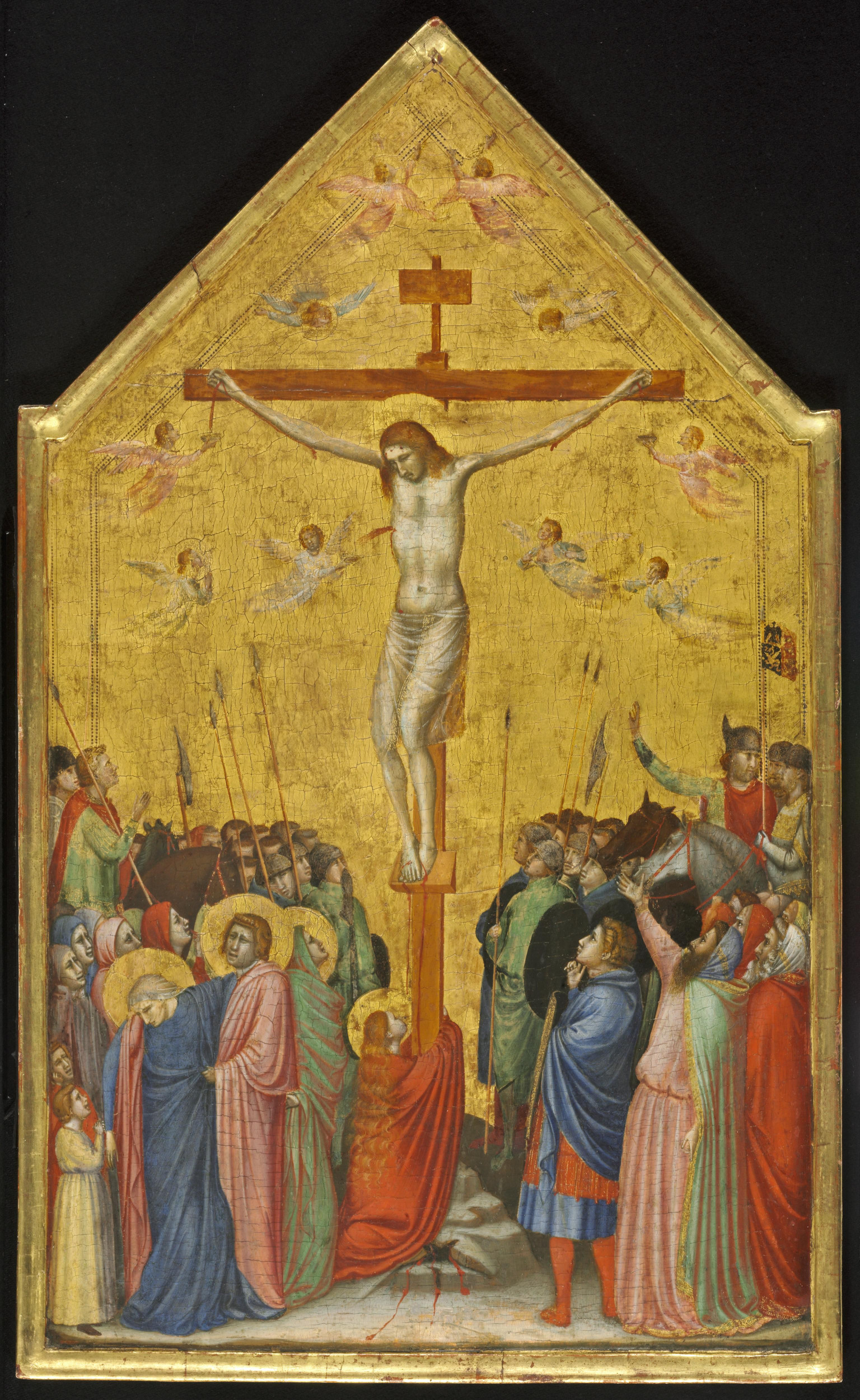
Джотто ди Бондоне. «Распятие» из Берлинской картинной галереи, 1315—1320

Илья Репин писал, что не видел вживую картину «Распятие». Фотографию полотна ему прислали в Ассизи в Италии, где он находился в то время, изучая фрески Джотто ди Бондоне и Чимабуэ, которых высоко почитал и Николай Ге. Репин признавался, что «Распятие» его поразило. В сравнении с ним картины этих итальянских художников он охарактеризовал как полотна, в которых иногда угадываешь «младенческие представления полусонного воображения», работа же Ге представилась ему как страшная трагедия «без условной маскировки, с поразительной резкостью и правдой». Больше всего потрясло автора статьи лицо Христа, демонстрирующее «великий дух» «в слабом теле». Репин также отметил поднимающийся на картине вихрь песка и отсутствие нагромождения отвлекающих объектов в фоне полотна. Недовольство автора, однако, вызвало изображение Разбойника, его художник назвал карикатурным. Репин также с иронией писал о полотне: «Ге положил много трудов, чтобы кое-как наверстать забытое умение писать и рисовать человеческое тело».
Репин был удивлён запретом полотна. Это, по его мнению, не могло быть связано с безобразностью Разбойника, которое характерно, например, для старой немецкой живописи. Запрет не мог быть вызван и низкими художественными достоинствами полотна. Сам Репин связывал запрет с господством утилитаризма и литературы в живописи. Он писал, что в России художник не имеет права отдаваться искусству как поиску форм и технических приёмов для достижения совершенства.

### Николай Лесков

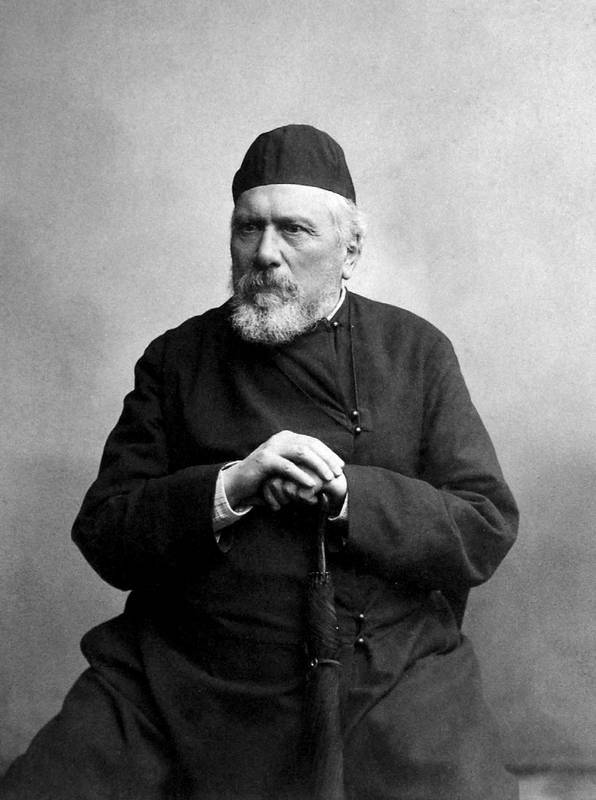
Николай Лесков в 1892 году

Русский писатель Николай Лесков неоднократно обращался к картине Николая Ге «Распятие» в своих статьях и письмах. Так, в статье «Добавки праздничных историй. III. Сретение», опубликованной в 1895 году в «Петербургской газете», он утверждал, что Разбойник в этой картине написан художником в соответствии с Евангелиями от Матфея и Марка, а вовсе не по Евангелию от Луки. Комментатор научного издания добавляет к данному фрагменту текста писателя, что, по утверждению Лидии Веселитской (опубликовавшей воспоминания о русских писателях под псевдонимом «Микулич»), Лесков постоянно обращался к этой картине, купил «много снимков с неё и рассылал их всем своим знакомым». Например, в письме к мемуаристке от 6 апреля 1894 года Лесков писал, что у него в гостях был художественный критик Михаил Протопопов, которому писатель подарил фотографию картины Ге. Спустя короткое время тот прислал писателю письмо. В нём Протопопов утверждал, что картина отражает текст Евангелий от Матфея и Марка, в которых сказано, что оба разбойника ругали Христа во время казни, «и он умирает, буквально оставленный всеми». Евангелист Лука не присутствовал при казни, поэтому его свидетельство не так достоверно. В письме к Веселитской Лесков соглашался с мнением Протопопова. В комментарии к этому письму, однако, мемуаристка утверждала: «Так думал и писал Протопопов, но сам Лесков не хотел отказываться от художественного образа покаявшегося „разбойника“ и очень интересовался тем, которого именно разбойника изобразил Ге. Лев Николавич [Толстой] для своего Евангелия тоже взял версию Луки».
В письме Татьяне Сухотиной-Толстой (его датировка неизвестна) Николай Лесков писал, что полотна Николая Ге дают «толчок мысли». Картина «Распятие», по мнению Лескова, помимо воли автора наводит на сопоставления рассказов евангелистов Матфея и Марка с рассказом Луки. У первых двух Христос оставлен всеми и оба разбойника поносят его на кресте. Именно так это, с точки зрения Лескова, и должно было происходить Распятие: «Кто понимает жизнь, того это смутить не может, и это только усиливает дело Христово». Писатель добавлял: «Я это вижу на картине Ге, но он это изъяснял не так». Лесков просил, если будет такая возможность, воспроизвести рисунки Ге к «Распятию» и предоставить ему. «Я очень ими интересуюсь и уплачу всякие расходы, чтобы иметь эти рисунки», — писал Сухотиной-Толстой Николай Лесков.

### Александр Бенуа
Отмечая сильное впечатление от последнего варианта «Распятия», Александр Бенуа отдавал предпочтение неоконченной версии 1892 года, но последние работы Николая Ге исследователь отказывался признавать художественными произведениями. Объясняя свою точку зрения, он писал, что художник пренебрёг формой ради содержания и вне комментариев «Распятия» просто не могут быть поняты зрителем: «Эти картины, скорее, какие-то неряшливые, наполовину неразборчивые листы из записной книжки, на которых Ге заносил в порыве истеричного возбуждения свои чувства и впечатления, нежели законченные, прекрасные, в широком смысле слова создания искусства».
Бенуа писал, что в «Распятиях» и других работах Страстного цикла отразилась «очень узкая и земная идея Христа» — проповедника человеческой нравственности, подающего пример страдания и смерти, а не Бога или хотя бы пророка. С верой эти работы не имеют ничего общего. По мнению искусствоведа, Толстой и Ге были воспитаны «в эпоху самого прямолинейного и торжествующего позитивизма» и о существовании Царства Божия «забыли». Самого Ге исследователь считал наивным, «как ребёнок, как варвар», который стал жертвой увлечения учением Льва Толстого. Обобщая мнение Бенуа о позднем творчестве Ге, изложенное в книге «История русской живописи в XIX веке», историк толстовства Андрей Пурыгин писал, что картины «Что есть истина», «Суд Синедриона» и «Распятие» сломали жизнь художника, а «одним из свидетельств окончательного разрушения личности» Николая Ге под влиянием идей Льва Толстого как раз и является картина «Распятие».

### Павел Третьяков

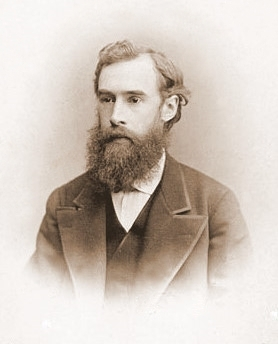
Павел Третьяков в 1871 году

Считается, что меценат Павел Третьяков отрицательно отозвался о картине. Вопреки такой традиции советский искусствовед Владимир Костин писал, что Третьяков «очень хвалил её» и только сделал замечание, что она не художественна. Николай Ге пытался организовать с ним личную встречу, но безуспешно. Тогда художник написал Третьякову письмо, но так и не решился его отправить: «…Хотел я ещё вас видеть, чтобы разъяснить отдельное слово, которое вы мне вскользь сказали по поводу моей последней картины „Распятие“… Сказали, что она не художественна… Если бы это сказал другой, я пропустил бы, но от вас, которого люблю, мне было больно услыхать это слово, — от вас, сделавшего так много для живого искусства. Это слово не наше, а наших врагов. Оно противоречит всей, и вашей, и нашей деятельности. Я уверен, что вы это сообщение с моей стороны примете тем, что оно есть и для меня, как беседу искренно вас любящего и уважающего Николая Ге». Художник скончался через 10 дней после этого письма. 
Служитель Третьяковской галереи Николай Мудрогель в своих воспоминаниях рассказывал, что на временной выставке работ Ге, которая должна была открыться в 1898 году (Арбитман, ссылаясь на этот же фрагмент в тексте книги Мудрогеля, ошибочно писал об обновлении развески картин на постоянной экспозиции, куда именно тогда решил включить картину Ге Павел Третьяков), Павел Третьяков всё-таки решился выставить «Распятие» в галерее. За несколько дней до открытия выставки галерею посетил директор костромской фабрики Третьякова. Увидев «Распятие», он задал вопрос Мудрогелю: «Неужели вы будете это показывать публике?», — а услышав ответ, что выставка откроется через три дня, пришёл в замешательство. Со словами «Это не картины, а ужас!», директор фабрики явился к Третьякову и потребовал отменить выставку. Не доверяя его мнению, создатель галереи обратился к её служащим и они единогласно, по утверждению Мудрогеля, заявили, что картину «Распятие» выставлять нельзя. Тогда Третьяков обратился за советом в письменном виде к известному юристу Анатолию Кони и Льву Толстому, но вскоре умер. Выставка так и не открылась, а картина была возвращена сыну художника.

### Аким Волынский

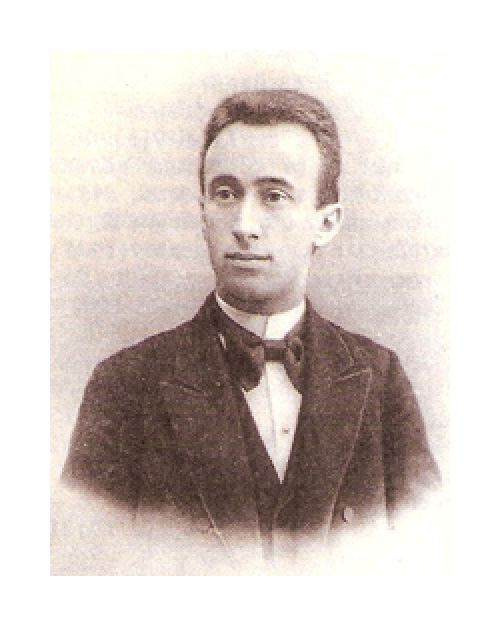
Аким Волынский

Искусствовед Аким Волынский позволил себе не согласиться с Репиным в вопросе оценки фигуры Разбойника на картине Ге. В статье «Репин и Ге» (1895) он писал, что фигура Разбойника лично у него вызвала при знакомстве с полотном «дрожь почти физического ужаса». Так искусствовед описывал своё впечатление от этого персонажа: «Голое, отёкшее тело, прикрученное глубоко врезывающимися в него верёвками к невысокому столбу, высоко и неловко закинутые за поперечную перекладину руки, несколько раздвинутые ноги, с обращёнными внутрь носками, выбритая голова с грубыми чертами истерзанного лица, повёрнутая каким-то неистовым напряжением в сторону умирающего Христа, безумно выкатившиеся глаза и широко разинутый рот, издающий дикий, нечеловеческий рёв». Аким Волынский писал, что внимание любого зрителя раздваивается между умирающим Христом и переживающим нравственное потрясение и перерождение Разбойником.
Волынский рассказывал, что безобразие фигуры разбойника вызывало почти всеобщее недоумение. Это безобразие казалось несоответствующим для выражения нравственного обновления человека. Оно, настаивали зрители, должно быть «светлым, примиряющим лучом» на лице разбойника. Демонстрируя глубокое знание Евангелия, Николай Ге отчаянно отстаивал своё понимание изображения этого персонажа. В последней беседе с Волынским в редакции «Северного вестника» 26 марта 1894 года художник, как предполагал Волынский, уже разгорячённый предшествующими спорами, стал «допрашивать» журналистов о впечатлениях от его картины. Задетый ответами, Ге ответил собеседникам тремя «необычайно убедительными и красноречивыми рассказами». Одним из них стало изложение сюжета рассказа Ги де Мопассана «Порт». Вторым стал рассказ о смерти жены самого Ге: «я подошёл к ней, взял её руку, почувствовал холод и понял, что это был труп, я тоже стал кричать и орать, — дико и бессмысленно…». Действие третьего рассказа относилось к Малороссии. Произошло убийство — брат убил брата: «В углу избы стоял убийца голый, вытянувшись, он топтался на месте ногами, которые держал как-то странно — пятками врозь. При этом он всхлипывал и монотонно твердил одно и то же слово: „водыци… водыци“… В этом безобразном человеке тоже просыпалась совесть, тоже просыпался Бог».

### Николай Ульянов
Николай Ульянов писал в воспоминаниях, что знал о работе Николая Ге над «Распятием», которое, по словам мемуариста, сам художник называл «Воскрешением человека» (в другой книге Ульянова — «Воскресением»). Молодёжь была заинтригована, но не имела никаких представлений о самой картине. Когда пришло известие, что Ге разместил картину в мастерской Мамонтова, то большая группа студентов-художников направилась туда. Впечатление от знакомства с картиной было, по выражению Ульянова, «громадно». Все понимали, что перед ними шедевр. Молодые художники долго молчали, не в силах найти слова. Иногда раздавался шёпот, он рос, но затем снова воцарялась тишина. Спустя годы, вспоминая свои ощущения от полотна, Ульянов писал, что самое сильное впечатление на него произвело изображение Иисуса Христа, а в нём «сочетание великого духа с ничтожным человеческим телом». Также он отметил жестокие подробности самой казни, что не было характерно для картин подобной тематики. Ульянов писал, что некоторые студентки долгое время негативно относились к творчеству Николая Ге, но, познакомившись с «Распятием», стали его горячими сторонницами.
Николай Ульянов отмечал, что всё-таки окончательно своё отношение к картине он в тот раз так и не сумел определить. На прямой вопрос самого автора он сумел ответить только: «Я скажу после», — после чего, по просьбе Николая Ге, обнял его. Спустя десятилетия Ульянов так оценивал своё первое впечатление от полотна: «Лицо разбойника выражает страх, ужас — и только, а Иисус? Он просто умер с тем выражением, смысл которого нам совершенно неясен. Картина в этом отношении не достигает того, на что рассчитывает автор. В остальном мы можем только поверить ему на слово. Зато, в смысле общего воздействия на зрителя, безотносительно к основной его идее, она является исключительным произведением, это чувствуется сразу. Вид крови убитых или убиваемых людей почти всегда производит в живописи надолго запоминающийся „эффект“. Но не этот эффект, в котором едва ли нуждается высокое искусство, приковывает внимание, а бывшее когда-то большое мастерство, техническое достоинство вновь расцветшего Ге». Также Ульянов писал, что Ге называл при нём картину «Воскресением», но это меняет её смысл, ничего не дополняет к изображению и только перегружает его.
Картина произвела на студентов настолько сильное впечатление, что на следующий день они собрались в номерах Фальц-Фейна на Тверской улице. Пришёл и сам Ге. Ульянов с несколькими друзьями в этот раз задержались после ухода товарищей и выслушали объяснение художником недавно появившейся во Франции теории оптических цветовых явлений. Мемуарист застал и даже в деталях описал, как картину готовили к переезду на выставку передвижников: «Её положили на пол, сняли с подрамка; затем появился длинный ящик… с мягкою обшивкой, куда и перенесли со всеми предосторожностями свёрнутое произведение. Потом раздался стук молотка, как будто заколачивающего крышку гроба. Пока происходила последняя упаковка, мы все стояли, не двигаясь. Каждый из нас, наверно, испытывал одно и то же чувство».

## Искусствоведы, культурологи и историки о картине

### В советском искусствоведении
Искусствовед Владимир Костин отмечал в «Распятии» «изумительно переданную» борьбу за жизнь. Он связывал эту достоверность с внимательным наблюдением художника за реальным миром. Убедительности данной сцены, по мнению Костина, помогли наблюдения художника за смертью его супруги. Большое внимание уделил искусствовед повседневной жизни Ге при создании «Распятия». На хуторе Ивановское художник пахал землю, разводил пчёл, выращивал плодовые деревья, клал печи. Ге отказался от мяса, одевался в длинную холщовую рубашку из грубой ткани, ходил пешком. За свои труды он принимал не деньги, а хлеб, овощи и фрукты. Искусствовед считал, что не следует проводить знак равенства между учением Толстого и образом жизни Ге. Различие между ними, с его точки зрения, в готовности художника к борьбе и его непримиримости в этой борьбе. Свой образ жизни Николай Ге «строил, исходя из внутренних потребностей творческих исканий». Оценивая отвергнутые в процессе работы над «Распятием» варианты, Владимир Костин писал, что среди них были произведения исключительные по своим художественным достоинствам, отличающиеся выразительностью, сложностью, психологизмом.
Искусствовед Наталья Зограф приписывала Николаю Ге при создании картины следующую задачу: показав исполнение Христом «долга самопожертвования» и моральное возрождение Разбойника, продемонстрировать «торжество любви». С точки зрения Зограф, это толстовская идея, но в процессе создания полотна художник, по мнению искусствоведа, преодолел её, — в картине «Распятие» «чутьё художника-реалиста побеждает моралиста-толстовца». Обе изображённые на полотне фигуры демонстрируют «физиологическое ощущение» страха перед наступающей смертью. Художник использует натуралистические детали и пытается добиться тесной связи с современностью. Лейтмотивом полотна стала идея смертной казни как самого страшного преступления против человечности. По мнению Зограф, в этой картине Ге порвал с повествовательным принципом построения композиции и остановился на монументальности и лаконизме пластического решения. Композиция развёртывается из глубины внутреннего пространства полотна по диагонали. Благодаря виднеющемуся фрагменту третьего креста она выходит за рамки картины. Это ощущение усиливает ещё один приём художника — свет падает извне полотна. Благодаря этому у зрителя возникает ощущение, что он находится в одном пространстве с персонажами картины, становясь очевидцем развёртывающейся трагедии. Ещё один приём Зограф отмечала в другой своей статье: «Фигуры распятых придвинуты к переднему плану и как бы выталкиваются на зрителя».
Наталья Зограф приводила свидетельство ученика Николая Ге Александра Куренного о методах работы художника. Он утверждал, что вспомогательная работа к полотну шла одновременно с созданием «Распятия»: «Работает, работает красками, подойдёт к столу, где у него лежал альбом [набросков]… и начинает рисовать, стоя, типы или новую композицию, наскоро. Потом опять к картине — писать». Сухотина-Толстая упоминает несколько альбомов с эскизами, а также несколько больших эскизов, выполненных красками. Куренной также писал, что при создании полотна «Распятие» Ге работал «без контура, без натуры и без эскиза». При этом художник ссылался, что именно так поступали Джотто и Чимабуэ. Наталья Зограф утверждала, что для «Распятия» и других последних работ Ге характерны эскизность и «подвижность» формы, с помощью которых он пытался передать остроту и непосредственность своих чувств. Она отрицала пессимизм художника, несмотря на драматизм и экспрессию его последних работ. Беспощадная правда, с её точки зрения, не самоцель художника, а только способ достичь максимальной выразительности картины.

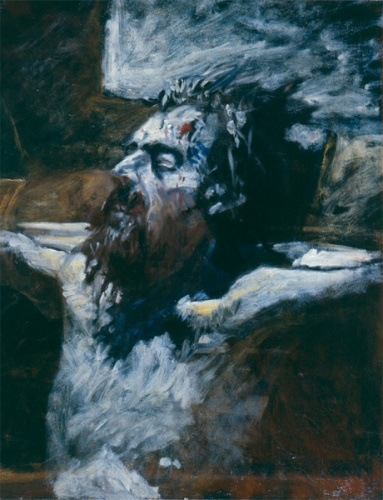
Николай Ге. Голова Христа (эскиз к картине «Распятие»), между 1892 и 1893. Киевская картинная галерея

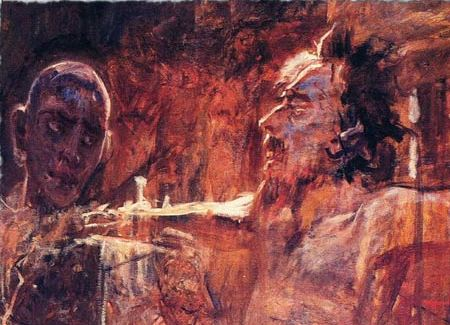
Николай Ге. Христос и разбойник. Эскиз к картине «Распятие», 1893. Киевская картинная галерея

Наталья Зограф отмечала, что практически нет данных, чтобы судить о колористическом решении «Распятия». В описаниях картины современниками о нём ничего не говорится. Поэтому, с её точки зрения, необходимо использовать как источники сохранившиеся эскизы — «Христос и разбойник» и полуфигуру распятого Христа (оба в Киевской картинной галерее). Они относятся к 1893 году. Их своеобразие в пренебрежении оптической достоверностью в отношении цвета и освещения. «В первом эскизе синие, свинцово-фиолетовые тени подчёркивают звучность горячих коричневатых тонов, вспышки белильных бликов по контурам лиц, фигур», — писала Зограф. Для него характерна тревожная пульсация пересекающих друг друга «мечущихся мазков». Во втором эскизе тело Иисуса исполнено в «холодных голубовато-серых тонах», поверх них художник нанёс «мазки чистой киновари, крона, ультрамарина, применяя в тенях жжёную кость». Кларисса Леканю писала о зеленоватом оттенке кожи Христа на этом этюде, который придаёт его лицу облик посмертной маски.
Зограф считала, что в окончательной версии «Распятия» «умиротворённость смерти в лице Христа снимает уродство умирающей плоти», а в фигуре Разбойника выражается страх самого художника «перед утратой „истины“ и смертью „духа“». Ссылаясь на слова самого Ге, искусствовед писала, что художник отбросил языческую античную красоту и руководствовался отношением к красоте и идеалу с точки зрения самого Христа. В экспрессии «Распятия» 1894 года Зограф видела провозвестие XX века.
Владимира Прудоминского заинтересовал образ раскаявшегося разбойника на картине «Распятие» — он «заорал дико и бессмысленно оттого, что рядом умер на кресте невзрачный, тщедушный и, в общем-то, тоже безобразный внешне человек, который не сумел спасти от мучений ни себя, ни его». По мнению биографа художника, зрителям 1890-х годов был нужен красивый и благостный Разбойник, поэтому они не могли принять версию Николая Ге. Они хотели, чтобы Разбойник прозрел красиво, но это невозможно для того, кто воспитан в мире зла и насилия. В качестве показателя этого Порудоминский пересказал сюжет рассказа Ги де Мопассана «Порт», напомнив, что увлечение творчеством французского писателя пошло у художника от Толстого. Реконструируя биографию Разбойника с картины художника, Прудоминский писал, что он «родился прекрасным, но вырос в мире зла и несправедливости». С самого детства ему внушали, что надо грабить, мстить, ненавидеть, и самого его грабили и ненавидели, мстили ему. Он ненавидел людей и знал, что они ненавидят его. Только за минуту до смерти он услышал слова любви от другого отверженного, который, по его мнению, должен был бы вместе с ним проклинать окружающих. Эти слова изменили сознание Разбойника. Он пытается услышать их снова, поэтому тянется к Христу со своего креста, зовёт его. Но тот уже мёртв. Николай Ге надеялся, что «сотрясет все их [зрителей] мозги страданием Христа», что сотни «разбойников» изменятся, увидев его картину.
Порудоминский приводил фрагмент из письма Толстого к художнику — когда Ге сосредоточился на работе над «Распятием», писатель сожалел: «Я не перестаю жалеть о том, что вы оставили тот план — ряд картин евангельских». Биограф считал «Распятие» итогом всего творчества Николая Ге. «Что стал бы делать Ге после „Распятия“?», — задавал он вопрос самому себе и отвечал на него: «Трудно гадать, удалось бы ему добавить что-либо к тому, что он сказал». Тем не менее, биограф художника допускал и что, «помучившись», художник смог бы найти в искусстве «новую дорогу». Незадолго до смерти он сказал молодым художникам: «Сейчас я заканчиваю давно начатый цикл из жизни Иисуса, потом перейду на другое».
Кандидат искусствоведения Эмилий Арбитман писал, что вопреки ожиданию Николай Ге, создавая свои картины Страстного цикла, не придерживался хронологического принципа. С точки зрения исследователя, это связано с тем, что для художника была важна не последовательность событий, а «этический завет» Христа. Поэтому картина «Распятие» с её ощущением «мучительной безысходности» в самой «беспощадной форме» завершает цикл. Арбитман был убеждён в нарастании в настроениях художника эсхатологических представлений. Именно они, по мнению исследователя оказали решающее влияние на самые последние варианты «Распятия». В этих версиях автор отказался от сложного сюжета, который воплощал в себе «множественность идей» и пытался найти «простое и живописно „ужасное“ решение». Эмилий Арбитман писал: «Работая [над последними вариантами „Распятия“] с характерной для него страстностью, не жалея себя и неотступно находясь в окружении преследовавших его образов, Николай Николаевич иногда доходил до галлюцинаций». О том, что работа над «Распятием» доводила художника до галлюцинаций писал и Виктор Тарасов.
Арбитман находил в идейно-художественной структуре картины противоречия между переживанием сюжета и отвлечённо-морализаторским характером исходной установки художника, между символико-философской отвлечённостью и бытовым способом решения темы. По утверждению исследователя, Николай Ге в «Распятии» «ушёл недопустимо далеко в предельном опрощении Христа, в плебейском осовременивании этого образа… в маниакальной безжалостности к зрителю». В этом художник вышел за пределы своего времени, когда некие отклонения носили индивидуальный характер и приблизился к будущему, когда они приобретут облик социальных катастроф и вызванного ими переворота в эстетике. Эмилий Арбитман объяснял неприятие картины современниками не только способностью к опережению действительности, но и тем, что в ней «нет столкновения мировоззрений, нет борьбы, человек выступает в произведении не субъектом, а пассивным объектом действия. Отсутствие борьбы лишает художника возможности выйти за пределы констатации факта и придаёт его картине смысл „физиологического протокола“». Этот натурализм, по мнению искусствоведа, помешал Ге выразить подлинные боль и отчаяние. Он также противоречил общей тенденции как русской, так и европейской традиции говорить о катастрофе языком фантазии, а не реальности. В качестве иллюстрации такой тенденции Арбитман приводил «Гернику» Пабло Пикассо.
Доктор искусствоведения Алла Верещагина отмечала соответствие картины «Распятие» запросам и атмосфере эпохи её замысла и создания. Это была эпоха контрреформ Александра III с казнями революционеров-народовольцев, преследованием передовой интеллигенции, жестокой эксплуатацией трудящихся. Это, по мнению Верещагиной, поставило перед художником задачу потрясти зрителя страданием невинного человека, пробудить совесть и заставить задуматься над тем, что происходит вокруг. Связывала искусствовед картину и с протестом Николая Ге против смертной казни. Картину Верещагина назвала уникальным явлением в русской и мировой живописи по психологизму и достоверности изображения человеческого страдания.
Кандидат искусствоведения Виктор Тарасов в книге «Николай Ге», вышедшей в 1989 году, указывал на личные обстоятельства жизни художника и особенности ситуации в обществе, которые он мог выразить в полотне. К ним он относил: политический террор, царивший в стране, страшный голод, поразивший российские деревни в 1891—1892 годах (искусствовед даже писал, что современники видели в образе Христа на картине «распятого жизнью» русского крестьянина, стоящего на пороге голодной смерти), неприятие последних работ мастера художественными критиками, смерть супруги, с которой Ге прожил 35 лет, одиночество, охватившая художника вследствие этого депрессия. Картину искусствовед называл призывом к зрителю пройти «через горнило духовного страдания и очищения».
Тарасов писал, что в работе над «Распятием» художник сознательно отбросил привычные для современников приёмы работы с кистью и красками. Вместо того, чтобы строить объём, Ге в «безостановочном движении» «швырял» и «месил» краски прямо на холсте. Результатом стала, по выражению Виктора Тарасова, «какофония заряженных энергией полос и пятен». Мазки лежали на холсте «беспорядочно» и «агрессивно».

### В современном российском и европейском искусствоведении
Михаил Дунаев видел в картине «Распятие» увлечение автором эмоциональной стороной христианской этики, но, с точки зрения исследователя, Николай Ге извлёк из христианства лишь один, «понравившийся» ему элемент, отбросив все остальные. В результате искусственное обособление обесценило даже то, что было оставлено. Дунаев утверждал, что смысл «Распятия» оказался «весьма неопределённым». Сосредоточив внимание на одном из разбойников, художник взял как важнейшую проблему побочный элемент евангельской истории. Дунаев также отмечал, что автор давал разные толкования в разное время даже окончательному варианту картины, но все они не совпадали с евангельским смыслом. Дунаев утверждал, что Татьяна Сухотина-Толстая и молодые художники на встрече с Ге после демонстрации полотна на квартире Касаткина открыто выразили своё разочарование картиной. Картину они посчитали «сухой» и «дидактичной», в которой замысел был интереснее исполнения.
Дунаев писал, что живопись в «Распятии» ошеломила современников, и отмечал, что в своих живописных поисках Ге шёл по пути импрессионистов, но собственным путём. Исследователь делал вывод, что формальная новизна и высокие достоинства художественных приёмов вступили в «Распятии» в конфликт с содержанием.
Доктор искусствоведения Татьяна Карпова, описывая своеобразие работы Ге над полотном, пересказала эпизод из воспоминаний художника Николая Ульянова «Люди эпохи сумерек». Ульянов отмечал новизну колористического решения полотна «Распятие». Он вспоминал, что прямо в присутствии Николая Ге он с друзьями из Московского училища живописи, ваяния и зодчества обсуждал живопись картины «с формальной стороны». Собеседники были единогласно убеждены, что в ней есть нечто принципиально новое, возможно, как выражались некоторые из собеседников «последнее слово». Они увидели на полотне «спектральный анализ, локальный цвет, дополнительную гамму». Николай Ге передал им книгу по физике. Когда друзья перелистывали книгу, Ге вырвал её у них из рук, сам стал искать нужные ему страницы, «с жаром» принялся объяснять «чертежи и раскрашенные таблицы», которые помогли ему в работе над «Распятием». Татьяна Карпова предполагала, что речь идёт о монографии французского химика Мишеля Эжена Шеврёля «Принципы гармонии и контраста цветов» (англ. «Principles of Harmony and Contrast of Coulors», 1860).

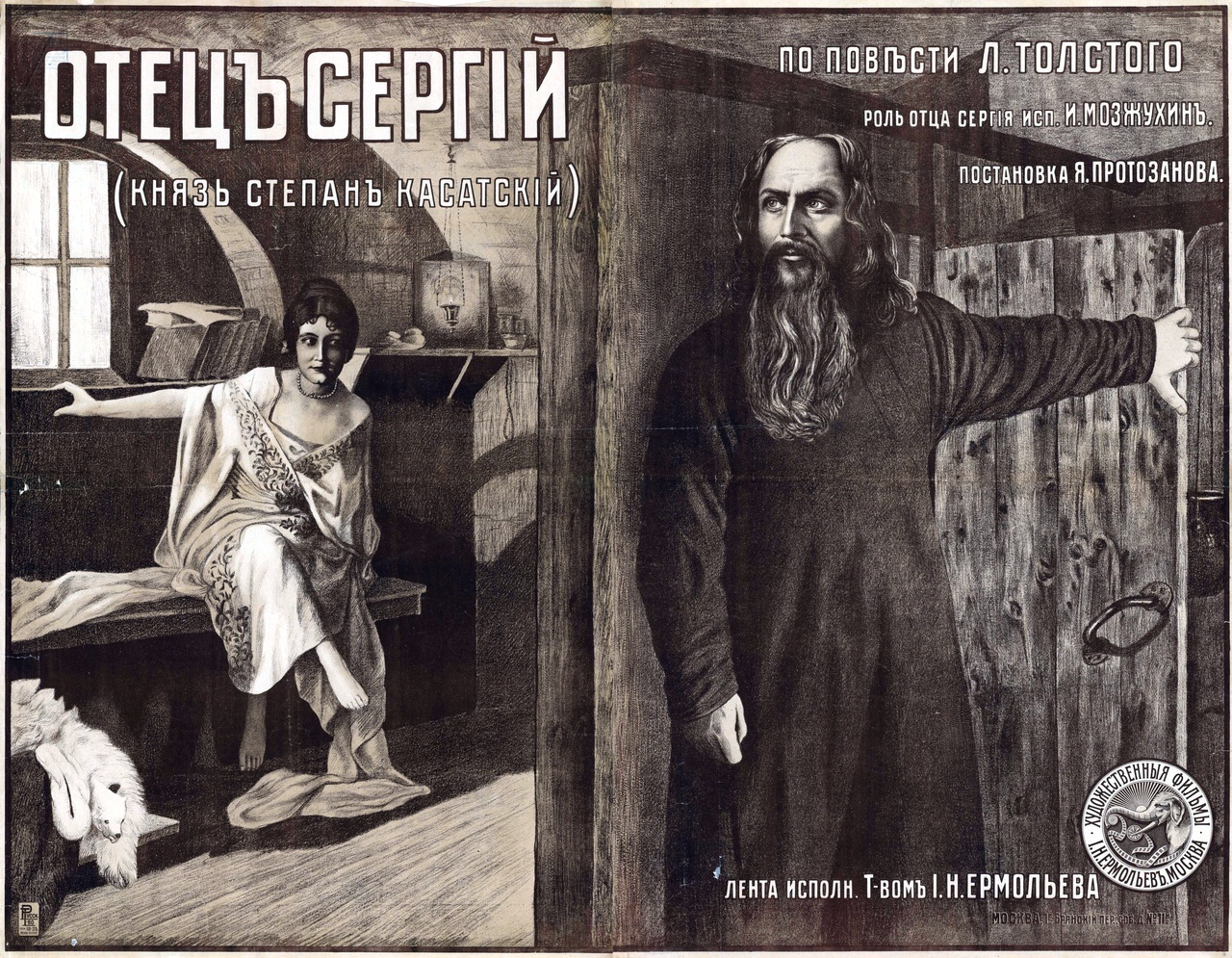
«Отец Сергий» в издании 1918 года. Основные персонажи на обложке книги

Кандидат филологических наук Гузель Ахметова в статье «Л. Н. Толстой и Н. Н. Ге: диалог писателя и художника» (2015) большое внимание уделила созданию «Распятия» и влиянию Толстого на формирование окончательного варианта полотна. Исследователь обратила внимание на пристальный интерес писателя к эскизам и этюдам к картине. Он сравнил их с «капитальными отрубями», которые приносятся в жертву «господскому белому хлебу». Внимание Ахметовой привлёк также один из эскизов «Христос и разбойник», понравившийся писателю. Сюжет эскиза — распятие Христа, увиденное глазами разбойника, по её мнению, созвучен повестям Толстого «Отец Сергий» и «Божеское и человеческое». Их герои испытывают внутренний кризис при созерцании Распятия. В первом случае это становится для аристократки Маковкиной началом пути к Богу. Во второй повести казнь раскаявшегося юноши-революционера вызывает в палаче нравственное перерождение. Ахметова ошибается в описании картины: «Разбойник слева, поднявшись на руках на кресте, повернул голову к Христу; фигура правого разбойника, изогнувшаяся вперёд из-за средней фигуры, видна лишь отчасти, срезанная краем картины». Здесь она описывает не окончательный вариант, выставленный «в одной частной мастерской в Москве», а незаконченную версию полотна, относящуюся к 1892 году.
Вывод Гузели Ахметовой: эстетика Толстого отличается от эстетики художника, для которой характерны «мучительная экспрессия образов» и установка на «болевой эффект». Объединяли же их: восприятие Христа как человека, взгляд на Христа глазами раскаявшегося разбойника, идея забвения учения Иисуса в современном мире, мысль о воскрешении души под впечатлением трагедии Распятия, вера в способность искусства вызвать катарсис.
Искусствовед Кларисса Леканю в статье «Тело Христа в русской живописи XIX в.» (2005) писала, что тело на картине «Распятие» напоминает ей распятого Христа на иконах XVII века дособорного периода, например, на иконах новгородской школы. Объединяет их, по мнению французского исследователя, плоскостное линейное изображение, которое заменяет детальную прорисовку «анатомической структуры». Два последние варианта «Распятия» Леканю рассматривала как свидетельство о стремлении художника представить «последнее осуществление кенотической судьбы Христа», который сам отдал своё тело на поругание. На картине 1892 года изображены, по её мнению, конвульсии тела, а на картине 1894 года — умирающая плоть. Леканю считала, что эти два варианта отражают пессимистические размышления художника о смерти Спасителя. Ге «отрицал легитимность смерти Христа, необходимой, согласно жертвенной логике, для искупления грехов рода человеческого», — утверждала она. Художник лишал Распятие символического значения, возвратив ему роль публичной казни. Художник прослеживал связь между гибелью Христа и смертью обычного человека, считая, что «своим воплощением Сын Божий придал
уделу человеческому исторический масштаб». Николай Ге намеренно пытался вселить страх в зрителей, так как считал, что без пробуждения в человеке сильных чувств нельзя искать ответы на вопросы нравственности.
Доктор философских и кандидат исторических наук Владимир Миронов в книге «Древний Восток и Азия» (2006) даёт подробную характеристику картине Ге «Что есть истина?» и рассказывает о резко негативной реакции на неё обер-прокурора Синода Константина Победоносцева и Александра III. Сразу после объяснения этой реакции самим художником — «А дело просто — социалист [Христос] и Бисмарк [Пилат]» — Миронов приводит характеристику сразу двух «Распятиях» 1890-х годов: «Ещё более глубокое и трагическое впечатление производят две картины „Распятие“ (1892–1894), где Христос действительно более походит на каторжника и нигилиста-террориста».

## В культуре

Кловский дворец в Киеве, где в 1811—1847 годах размещалась Первая киевская гимназия, когда в ней учился Николай Ге

«Царские слова», сказанные по поводу «Распятия» 1894 года накануне открытия выставки передвижников, а также упоминание о снятии картин Николая Ге с выставок присутствует в рассказе Николая Лескова «Зимний день», созданном как раз в 1894 году. Сама картина при этом автором рассказа не названа (Эмилий Арбитман ошибочно отнёс слова, произнесённые по отношению к «Распятию», к другой картине Николая Ге «Голгофа»).

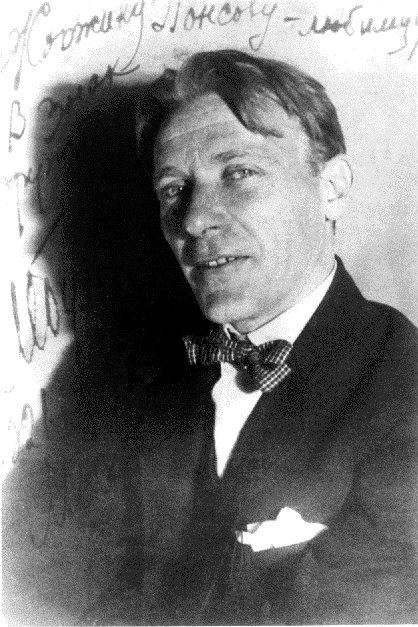
Михаил Булгаков, 1926

Литературовед Мирон Петровский в монографии «Мастер и Город. Киевские контексты Михаила Булгакова» (2001), проводя параллели между жизнью и творчеством писателя и Николая Ге, окончивших в разное время одну и ту же Первую киевскую гимназию, писал, что «Распятие» 1894 года было растиражировано и стало популярно, как в Санкт-Петербурге и Москве, так и в провинции. Приводя примеры, автор отмечает, что репродукция с него висит в деревенском доме Гриши — персонажа рассказа Ивана Бунина «На даче», хотя этот рассказ написан в 1895 году — на следующий год после создания самого полотна. Анализируя литературное творчество Булгакова, Петровский назвал «источником» его христологических мотивов творчество Николая Ге, хотя и признался, что, насколько ему известно, подобная проблема в литературоведении не поднималась.

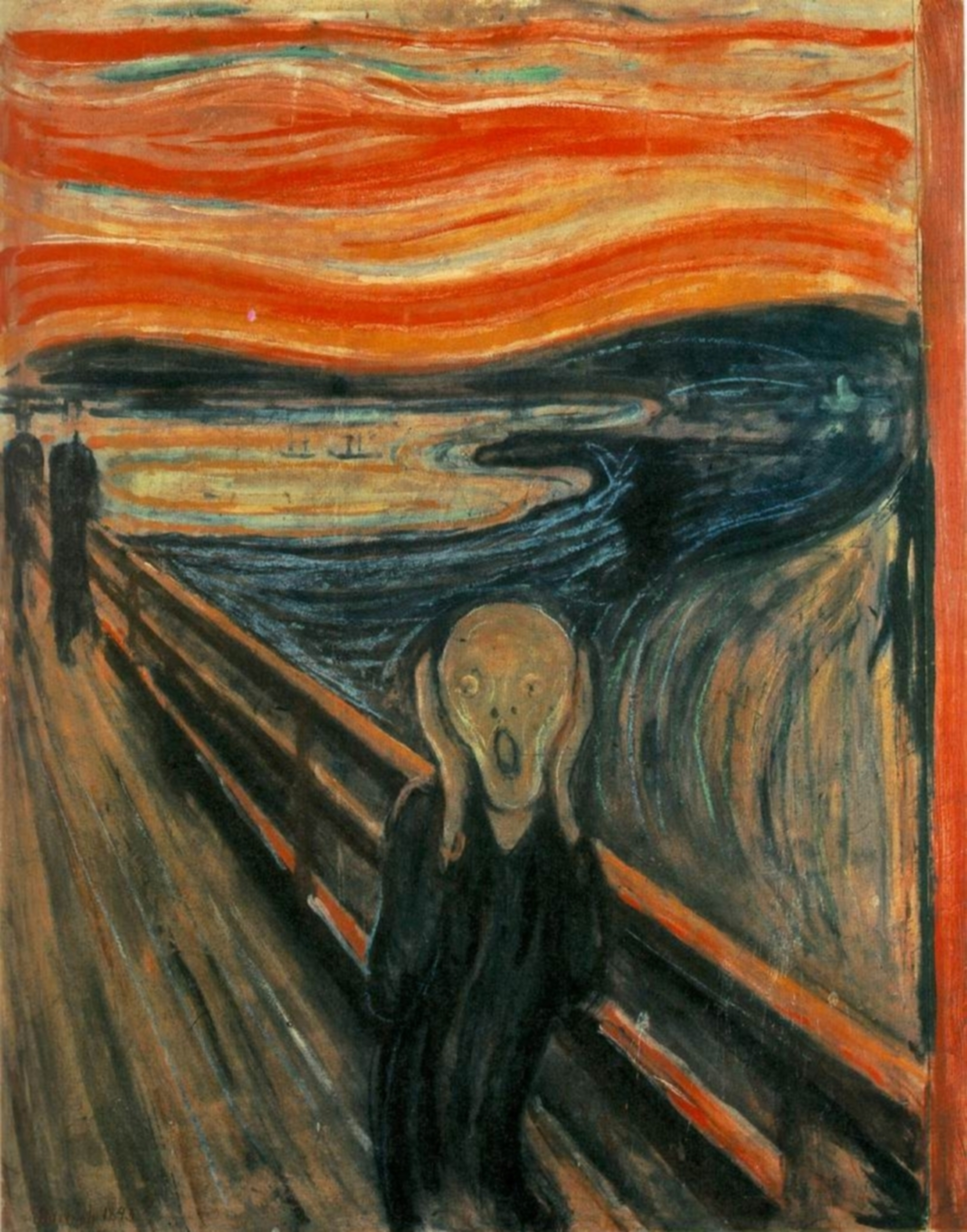
Эдвард Мунк. Крик, 1893. Норвежская национальная галерея

Мирон Петровский считал убедительной параллель между словами Льва Толстого, обращёнными к художнику по поводу «Распятия» («я чувствую, что это именно так и было»), и словами Мастера в романе Булгакова «Мастер и Маргарита» («О, как я угадал! О, как я всё угадал!») по поводу собственного романа о Понтии Пилате. Петровский писал, что на самом деле возможно простое совпадение, но следует обратить внимание, что обе фразы были произнесены по одному и тому же поводу: «В обоих случаях речь идет о творческом прозрении художника, восстановившего с неоспоримой достоверностью голгофскую трагедию». Он считал, что не может быть сомнений в знании писателем отзыва Толстого на картину Ге, но, с его точки зрения, познакомился с этим отзывом Булгаков, вероятно, не по книге Стасова о художнике, в которой были опубликованы воспоминания Страннолюбского, а по какому-то неустановленному в наше время источнику. В качестве возможного варианта Петровский предложил книгу учителя рисования и одновременно регента гимназического хора Владимира Рябчевского о Николае Ге, изданную в Киеве к юбилею Первой гимназии в 1911 году.
Интерес к словам Толстого, по мнению Петровского, не мог быть случайным. Булгаков сохранял в памяти историю знаменитого выпускника Первой гимназии, который стал автором целого цикла картин на евангельские сюжеты.
Документальная повесть «Зоя Ге» (2006) Миры Яковенко посвящена племяннице художника. Книга затрагивает отдельные проблемы отношений Николая Ге и Льва Толстого во время создания «Распятия», работы художника над картиной, реакции общества на картину. Яковенко использовала неопубликованные воспоминания старшего брата художника Григория Ге, находящиеся в частном собрании. Воспоминания написаны в третьем лице. Воспоминания свидетельствуют, что между братьями вспыхивали острые споры по поводу «Распятия». Григорий Ге настаивал, что физиологические страдания не могут быть предметом изобразительного искусства. Художник же утверждал, что изображение «служит правде во имя нравственных интересов общества», его задача не вызвать у зрителей умиление, а заставить их рыдать.

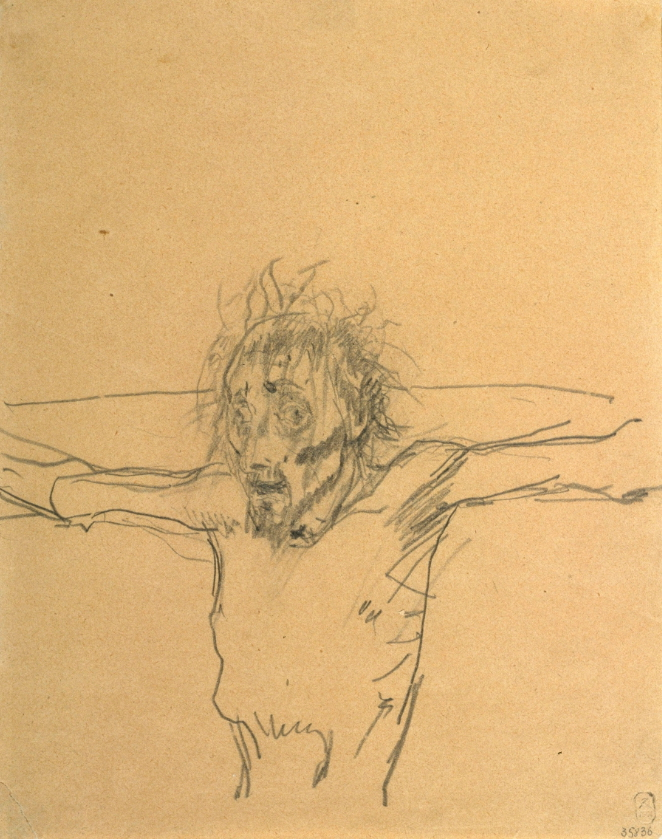
Николай Ге. Распятый Христос, 1892—1894. Русский музей, Инв. Р-13269

Татьяна Карпова отмечала, что уже около двух десятков лет дискуссия идёт вокруг позднего творчества Ге как одного из истоков экспрессионизма в европейском искусстве. «Крик» Эдварда Мунка был создан в 1893 году, а «Распятие» Ге — в 1894. По словам Карповой, даже проживая в деревне, «Ге уже на исходе ХIХ столетия улавливал флюиды висевшей в воздухе тотальной тревоги» — будущей Первой мировой войны. Рисунок Николая Ге «Распятый Христос» (1892, Русский музей, Инв. Р-13269), на котором униженный Христос смотрит полными страдания глазами на мир, «лежащий во зле», она сравнивала с графикой Отто Дикса, вдохновлённой Первой мировой войной. Однако искусствовед напоминала, что имя Ге в Европе было известно мало.
Творчество Ге оказалось интересным для советского андеграунда 1950-х — 1960-х годов. Александр Арефьев, член «Ордена нищенствующих живописцев», действовавшего в Ленинграде, в конце 1950-х написал вольную копию с «Распятия» Ге, ещё больше перенеся центр тяжести на Разбойника. Татьяна Карпова называла две линии соприкосновения советского неофициального искусства и позднего творчества Ге: 1) отказ подчиняться эстетическим требованиям времени, 2) провокационность.
Кандидат филологических наук Галина Данилова в учебнике «Искусство. Вечные образы искусства. Библия» (2018) для 6 класса средней общеобразовательной школы пространство картины из Музея Орсе охарактеризовала как «огромный каменный мешок, куда падают палящие лучи солнца». На картине же 1894 года Зло торжествует, но рядом пробуждается с отчаянным криком «новое человеческое начало». Раскаявшийся грешник на полотне — это обращение художника к зрителям с призывом пройти через страдание и духовное очищение. Смертная казнь здесь предстаёт как самое страшное преступление против человечности.